# Lucy-le-Bois
Lucy-le-Bois est une commune française située dans le département de l'Yonne en Bourgogne-Franche-Comté, à 8 kilomètres d'Avallon.

## Géographie
Le territoire de Lucy-le-Bois, d'une superficie de 1 059 hectares et dont l'altitude varie de 223 à 346 mètres, est traversé sur 3 kilomètres par le ruisseau du Vau de Bouche qui s'appelle le ru du Moulin en amont du finage ; Bouche, autrefois Bouchin, nom vulgaire des bois, et  Vau ou vallée donnerait donc vallée des bois.

### Géologie
Le terrain sédimentaire, se trouve distant de 6 kilomètres du massif de granit produit par les anciens volcans. Il se compose entièrement d'argile, de marnes et de calcaires.
À la base des collines, s'étend le Lias supérieur des géologues, qui n'est autre que le calcaire marneux du ciment romain de Vassy. Ce calcaire qui contient de l'argile propre aux tuileries, des marnes imprégnées de bitume du bois fossile devenu lignite, a été exploité sur plusieurs points à l'est de 1832 à 1882. Il est remarquable par le grand nombre d'animaux fossiles qui s'y trouvent : empreintes de poissons, vertèbres d'ichthyosaure, bélemnites, en forme de doigt, ammonites, coquilles enroulées à plat, une quinzaine d'espèces et plusieurs sortes de coquillages.
Au-dessus de ces pierres à ciment, vient du calcaire dur parsemé de points brillants dits entroques et qui sont des débris des encrines ou étoiles de mer. Ce calcaire a eu des carrières près du bourg à l'ouest et il a fourni des matériaux pour les châteaux de Lucy et de Vassy, pour le clocher de Lucy et jadis pour les murailles d'Avallon. Au sommet de l'assise, la pierre devient feuilletée et donne des laves qui servaient autrefois à la couverture des bâtiments. Des bancs disloqués de ce calcaire bordent la route à l'endroit où se ruisseau se perd.
« Cet étage entièrement calcaire est surmonté d'une grande épaisseur de marnes et de calcaires marneux contenant une sorte de coquille très abondante en forme de cœur et qu'on appelle pholadomye. Une partie assez argileuse est connue sous le nom de terre à foulon. Le reste des collines, sur 100 mètres environ d'épaisseur, est formé de couches calcaires dans lesquelles on distingue la carrière blanche et la marbrière. »
La carrière blanche, à 1 200 mètres au nord de Lucy, offre un calcaire assez semblable à celui de Coutarnoux et donne une pierre de taille fort belle mais gélive qui fut exploitée vers 1850 (champs des Chemins Blancs). Les calcaires à marbre avaient leur carrière au Buisson des Varennes près du chemin du Grand-Val de la Nef. C'est en 1841 que MM Gabriel et Hélie tentèrent de retirer par le sciage et le polissage une pierre à l'aspect de marbre commun.
Couronnant ces bancs calcaires grossiers, se présente une pierre à pâte fine dont les couches contiennent des lits de calcaires siliceux appelés silex rubanés. Puis à la surface du sol se rencontrent des pierres roulantes de grès ferrugineux qui sont les témoins de terrains disparus. Les unes sont des mêmes grès qui se trouvent dans la Puisaye et qui font partie de l'étage Crétacé, les autres sont des grès de l'époque tertiaire qui sont souvent associés à des rognons de minerai de fer qu'on a utilisés aux forges de Girolles et dans toutes les petites fonderies des environs.
Divers accidents de terrain sont à signaler dans cette colline de la rive droite. Il y a les pierres percées de la  forêt Marrault ; elles ont servi pour la construction des kiosques, des grottes artificielles, des bordures de terrasses. Il y a les trous naturels, espèces d'entonnoirs qui sont nombreux dans le  buisson d'Hervaux : un seul se trouve sur le territoire dans le bois de Lucy.
« Certains calcaires ont servi à faire de la chaux blanche qu'on employait beaucoup au XIXe siècle ; on voyait deux fours sur Thory vers 1860. »

### Hydrographie

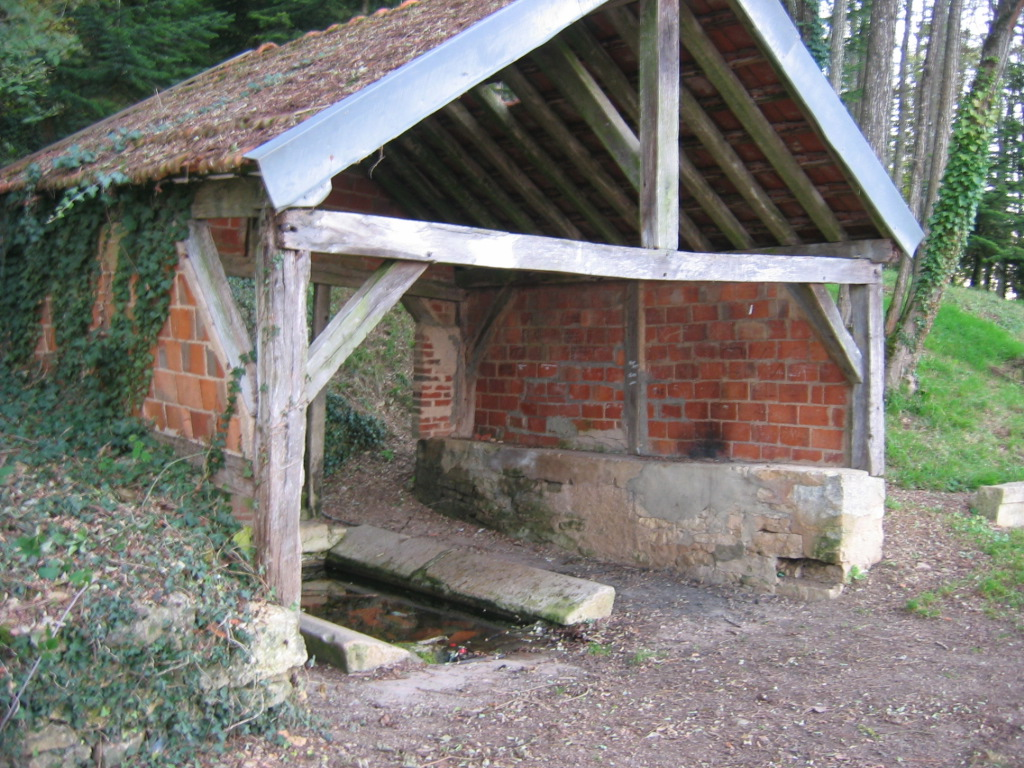
La fontaine Marceau.

La constitution du sol est favorable à la sortie des sources qui se forment au niveau des couches marneuses dont on a parlé. Ce sont :
1. la fontaine du Bief sur la route de Voutenay munie d'un bassin et d'un entourage ;
2. les sources de Croinchin qui ont été captées et dirigées vers le château et le lavoir situé en bas ;
3. la fontaine Marceau ou des Bourgeois qui sort de la côte de Traîne-Vin et servit beaucoup à l'hôtel des postes ;
4. la fontaine de la rue Saint-Martin qui vient de la grande Côme et dont les eaux arrivent dans des bassins ;
5. la fontaine de la rue Moilleret qui alimente le grand lavoir de la route ;
6. la fontaine de l'église, la plus importante de toutes, qui fournit à des auges et à un lavoir et qui suffirait à faire tourner un moulin ;
7. la fontaine des Ternes, sortant en bas des chaumes d'Annay et alimentant un petit étang, qui fut captée pour l'usine Gariel de Vassy ;
8. la fontaine de Cerdolle qui coule et disparaît pour réapparaître plus bas, sous le nom de fontaine de la Duire, elle formait un petit étang appelé la Queue de l'eau. Citons encore une soixantaine de puits qui émaillent jardins et caves de particuliers.

### Climat
Pour des articles plus généraux, voir Climat de la Bourgogne-Franche-Comté et Climat de l'Yonne.
En 2010, le climat de la commune est de type climat océanique dégradé des plaines du Centre et du Nord, selon une étude du Centre national de la recherche scientifique s'appuyant sur une série de données couvrant la période 1971-2000. En 2020, Météo-France publie une typologie des climats de la France métropolitaine dans laquelle la commune est exposée à un climat océanique altéré et est dans la région climatique  Lorraine, plateau de Langres, Morvan, caractérisée par un hiver rude (1,5 °C), des vents modérés et des brouillards fréquents en automne et hiver. 
Pour la période 1971-2000, la température annuelle moyenne est de 10,5 °C, avec une amplitude thermique annuelle de 16,1 °C. Le cumul annuel moyen de précipitations est de 861 mm, avec 12,4 jours de précipitations en janvier et 8,3 jours en juillet. Pour la période 1991-2020, la température moyenne annuelle observée sur la station météorologique de Météo-France la plus proche, « St André », sur la commune de Saint-André-en-Terre-Plaine à 15 km à vol d'oiseau, est de 11,3 °C et le cumul annuel moyen de précipitations est de 849,9 mm. 
La température maximale relevée sur cette station est de 41,3 °C, atteinte le 24 juillet 2019 ; la température minimale est de −16 °C, atteinte le 20 décembre 2009,,. 
Les paramètres climatiques de la commune ont été estimés pour le milieu du siècle (2041-2070) selon différents scénarios d'émission de gaz à effet de serre à partir des nouvelles projections climatiques de référence DRIAS-2020. Ils sont consultables sur un site dédié publié par Météo-France en novembre 2022.

## Urbanisme

### Typologie
Au 1er janvier 2024, Lucy-le-Bois est catégorisée commune rurale à habitat dispersé, selon la nouvelle grille communale de densité à sept niveaux définie par l'Insee en 2022.
Elle est située hors unité urbaine. Par ailleurs la commune fait partie de l'aire d'attraction d'Avallon, dont elle est une commune de la couronne,. Cette aire, qui regroupe 74 communes, est catégorisée dans les aires de moins de 50 000 habitants,.

### Occupation des sols
L'occupation des sols de la commune, telle qu'elle ressort de la base de données européenne d’occupation biophysique des sols Corine Land Cover (CLC), est marquée par l'importance des territoires agricoles (55,8 % en 2018), une proportion sensiblement équivalente à celle de 1990 (55,4 %). La répartition détaillée en 2018 est la suivante : 
forêts (41,5 %), terres arables (31,2 %), prairies (24,5 %), zones urbanisées (2,7 %). L'évolution de l’occupation des sols de la commune et de ses infrastructures peut être observée sur les différentes représentations cartographiques du territoire : la carte de Cassini (XVIIIe siècle), la carte d'état-major (1820-1866) et les cartes ou photos aériennes de l'IGN pour la période actuelle (1950 à aujourd'hui).

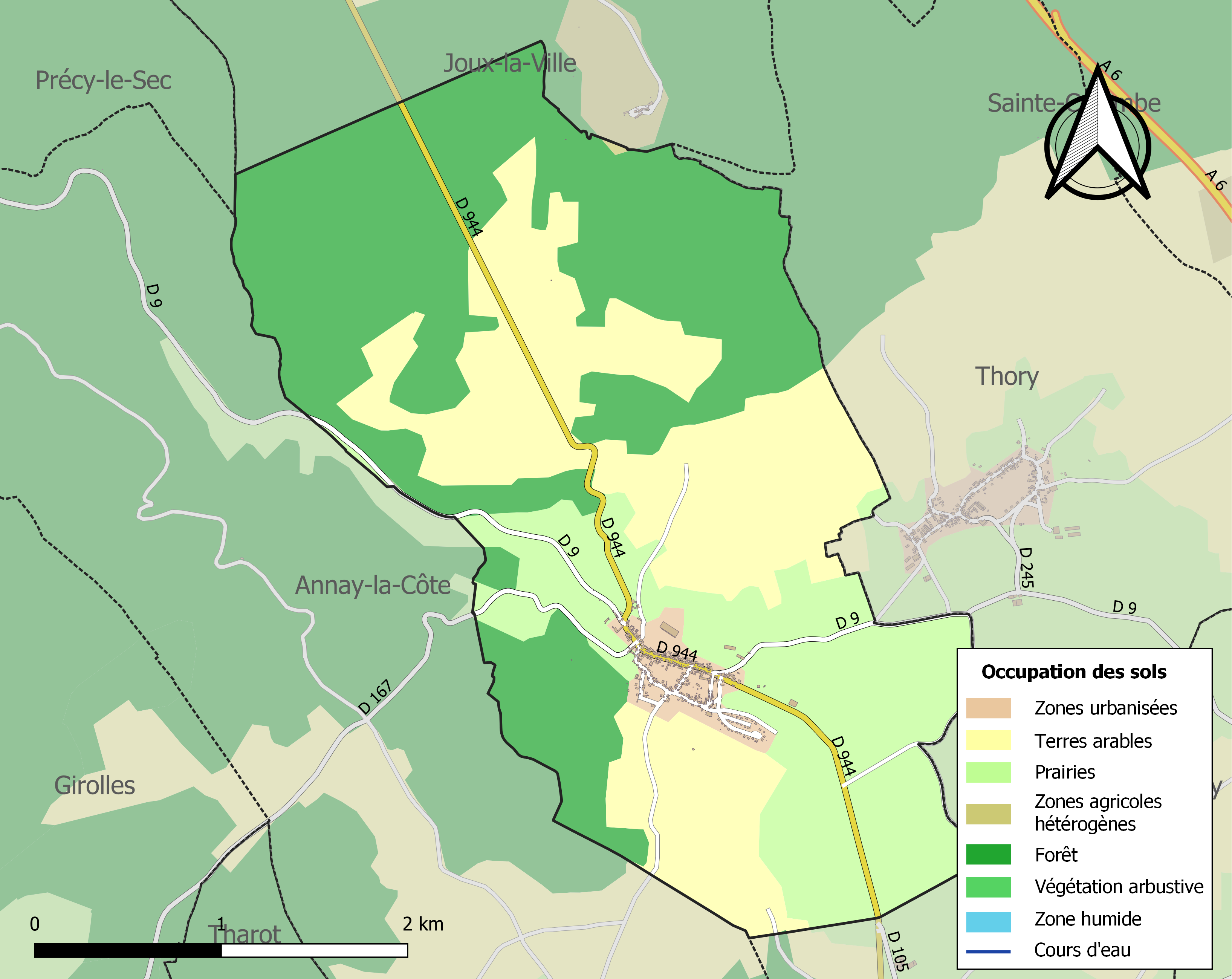
Carte des infrastructures et de l'occupation des sols de la commune en 2018 (CLC).

## Histoire

### Époque préhistorique
«  La vallée de Lucy étroite et surtout froide par suite du sous-sol argileux et de sa direction nord-ouest n'a pas dû arrêter les peuplades primitives malgré l'abondance de ses eaux. On ne cite jusqu'ici que de rares éclats de silex rappelant l'époque où les hommes, simplement chasseurs, se groupaient auprès des grottes et n'utilisaient que la pierre pour leurs outils. Une hachette en minéral vert (jadéite ?), de 95 cm de longueur, a été découverte vers la porte Jacot. Elle se rapporte à une époque plus avancée de l'âge de la pierre qui trouve les hommes déjà adonnés à la culture et à l'élevage, quoique fréquentant toujours les grottes. »

### Époque gauloise
Elle a laissé des documents à explorer. Ce sont des tumulus ou mergers et des murets assez nombreux sur la côte Nord-Ouest. Il en existait aussi sur la colline qui porte le village, à la côte de Sarone.
En 1740, un vieux cadastre appelait ce lieu les Meurgers ; leurs débris ont servi à faire les chemins des Nuées et des Ramonats. Il en restait un seul à cent mètres au sud-est de l'église, de 10 m de longueur, 8 m de largeur et 2 m de hauteur. Une fouille fut faite par l'abbé Tissier, qui la décrit ainsi : « à 1 mètre de profondeur on trouvait un lit de pierrailles noircies et des débris d'os de cheval ou de bœuf ; à 1,20 m, on recueillait des fragments de poterie ; à 1,30 m, c'était la caisse funéraire, de la longueur d'un homme, formée de dalles pour le plancher et pour le toit, et d'autres dalles debout fermant l'encaissement, et qui contenait les ossements en mauvais état d'un individu. Ils étaient encore reconnaissables, mais aucun mobilier n'accompagnait la sépulture ». Les autres tumulus se trouvent près du Grand-Vallon, au bord du chemin des Ramonats. On voit là un muret de 30 mètres de longueur sur 2 à 3 m de hauteur associé à un gros tumulus. À quelque distance de là, un autre muret moins élevé mais long de 60 m s'accompagne de quatre tumulus dont un est plus gros. Ces murets qui sillonnent tous les bois des environs, servent d'encadrement aux tumulus dont l'ensemble aujourd'hui diminué formait le cimetière. Les gros murets peuvent être aussi des tumulus collectifs.
« En 1840, à cet endroit, un tumulus dont on enlevait les pierres pour les chemins, laissa voir quantité d'ossements. On ramassa des objets de bronze qui furent donnés aux enfants. »

### Époque gallo-romaine
C'est alors, sans doute de bonne heure, qu'un premier établissement agricole fut fondé dans le vallon de Lucy, qui se trouve peu éloigné de la grande voie romaine d'Agrippa allant d'Avallon à Auxerre par  Annéot et Girolles.
Le domaine du Gaulois romanisé dans son nom, et qui s'établit dans le Vau-de-Bouche, s'appela Luciacum : ce qui veut dire « domaine de Lucius » (cf. -acum). « C'était la manière, qui est encore commune dans les campagnes, d'appeler la maison nouvelle du nom de son fondateur. Ce dut être au bas de l'église, près des fontaines que Lucius voulut placer sa villa qui fut le commencement de Lucy. »
On a découvert, en effet, en 1860, dans la rue des Aijoirs, qui monte de l'ancienne porte de l'Est à l'église, des débris romains. Vers le milieu de la rue, dans un jardin, une fouille fit ramener, avec des tuiles courbes, des briques de 0,35 m de longueur, 25 cm de largeur et 5 cm d'épaisseur, telles que celles qui dans les villas importantes forment le dallage des chaufferies de bains. « On remarquera que c'est là, auprès des fontaines, que se présentent les vestiges de toutes les époques : le tumulus gaulois, la villa romaine, les cercueils mérovingiens. C'était un centre où plus tard passa le vieux chemin et où s'élevèrent l'église et les plus anciennes maisons. »
Deux autres établissements agricoles sont facilement reconnaissables. Au lieu-dit de la Duire, situé au sud-est du finage, près de la jonction des routes d'Avallon et de Vassy, il existait une villa d'une certaine étendue. Son emplacement est au pied de la côte d'Annay, à 500 mètres du ruisseau et à 100 mètres d'une fontaine. Ces champs autrefois cultivés sont devenus des prés, mais le laboureur dit que sa charrue ramenait quantité de pierres de construction et de grosses tuiles. On peut d'ailleurs ramasser le long des haies, dans les taupinières, des fragments de ces tuiles à rebords. Ces champs tournés vers l'est offrent des vestiges sur 100 mètres de longueur et 50 mètres de largeur.
Une villa moins importante est située tout à l'opposé, à la sortie du ruisseau quittant le finage à l'ouest et sur la rive gauche. Ce sont de bonnes terres de vallée, mais exposées aux inondations. Dans un carré de 40 mètres de côté, en partie dans un bois dépendant d'Annay, les débris de tuiles à rebords sont nombreux. Il s'y trouve aussi des débris de poterie et des morceaux de mâchefer, indice d'une petite fonderie. On pourrait appeler cet endroit la villa du Vau-de-Bouche.
On peut indiquer ici, un emplacement curieux d'un fourneau de fonderie dans les bois dits du Crot-des-Forges et qui étaient encore indivis au XVIIIe siècle. Sur la route de Lucy à Joux, dans les bois de la Couée à gauche, se voit une grande ligne qui sépare la propriété de ces communes. Une borne marque les causes du partage et de ce point une petite ligne s'enfonce dans le bois et conduit aux Crots historiques à 200 m de là. Le premier est une cuvette naturelle contenant de l'eau, de 15 mètres de longueur et de 2 m environ de profondeur. Sur le talus, la terre est noire et des scories lourdes s'y reposent ; non loin se trouve une petite butte de ferrier. Plus avant dans le bois, il existe quatre autres crots d'une dizaine de mètres de diamètre et de 2 à 3 m de profondeur; ces trous, qui gardent l'eau toute l'année, sont bordés de morceaux de mâchefer. La mer de l'époque tertiaire dite éocène, qui couvrit le Bassin Parisien jusqu'au Morvan, déposa du minerai de fer que l'on retrouve en rognons dans les aubues et qui fut exploité par les Gaulois.

### Époque franc-burgonde
La domination romaine ayant pris fin devant l'invasion des Barbares de Germanie en 406, les Burgondes (Bourguignons) et les Francs, vinrent se mêler sans violence aux Gallo-Romains épargnés par les Vandales. C'est donc une population mélangée que l'on trouve dans l'Avallonnais où toutefois domine l'élément gaulois.
Cette époque de dépeuplement n'a pas gardé l'art de la construction romaine. Aussi ne trouve-t-on  que des cercueils en pierre appelés sarcophages. Lucy, qui a fourni plusieurs de ces vestiges, n'a donc pas cessé d'être habité. « En 1850, dans une vigne près de l'église au bord du chemin des Ramonats, un cercueil contenant des ossements et des armes fut extrait et servit au vigneron jusqu'en 1880. On voyait encore il y a peu de temps les extrémités de cercueils dans le talus du chemin des Ramonats. » Enfin, au bas et des deux côtés de la ruelle, cinq ou six cercueils furent retirés au lieu-dit  le Cray et un autre dans une vigne de la porte Jacot. Il y aurait donc au sud de l'église, aux alentours de la porte Jacot, un cimetière de l'époque franc-burgonde qui comprendrait surtout des sépultures dans des cercueils de pierre.
La première mention historique de Lucy (Luciacus) date de 859 et sa terre appartient alors aux rois de France. Charles le Chauve, petit-fils de Charlemagne, venu à Auxerre cette année-là, fit ouvrir le tombeau de Saint Germain et le fit déposer dans les cryptes de l'abbaye où il se voit encore, mais sans les reliques du saint. C'est à cette occasion que le roi donna au monastère de Saint-Germain des biens considérables dans l'Avallonnais et ailleurs, et Lucy-le-Bois est compris dans la donation. La dépopulation survenue par l'effet des invasions avait enrichi le domaine royal des terres abandonnées et qui furent remises en culture par les monastères.

### Époque du Moyen Âge

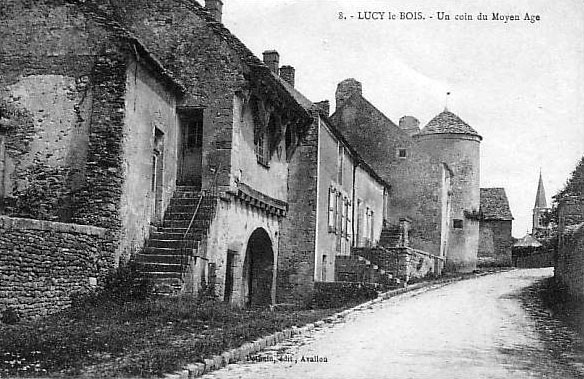
Un coin du Moyen Âge

La position de Lucy-le-Bois, dans un vallon détourné et simple domaine d'une abbaye, ne pouvait lui donner une importance militaire ; aussi ne trouve-t-on pas de traces dans l'histoire d'un Lucy fortifié. Cependant le lieu-dit Château-Philon, au pied de la butte de Traîne-Vin, entre l'enceinte et la route de Vézelay, ferait supposer la présence dans le haut Moyen Âge d'une de ces premières défenses dues aux invasions des Normands au IXe siècle. Une défense aurait eu sa raison d'être à cet endroit où passait le plus ancien chemin d'Auxerre à Avallon ; et d'ailleurs c'est tout près de là que se trouvait l'hôtel de la seigneurie royale appelée le vieux château . «Comme c'était l'ordinaire en ces temps, un seigneur laïque s'était fait une place à côté des abbés de Saint-Germain. On voit, en effet, que le sire de Noyers, Mile IX, possède en 1239 l'église, le presbytère et dix-sept maisons qui sont dits de la Bourgogne. C'était, sans doute, par une libéralité du roi qui s'était réservé une partie du domaine de Lucy. » Une autre donation alla au duc de Bourgogne, de sorte qu'on trouve en plein Moyen Âge trois seigneuries à Lucy-le-Bois :
- seigneurie ducale ou royale. La seigneurie du duc de Bourgogne semble s'établir à la fin du Xe siècle, et on pourrait lui attribuer la construction du  Château Philon. On cite peu de faits de ce temps ; en 1270, le village est environné de fossés et de clôtures ; en 1276, il est appelé une communauté ; en 1446, ses habitants sont déclarés tenus au guet et garde du château-fort d'Avallon. À la mort du dernier duc de Bourgogne, Charles le Téméraire, en 1447, cette province revenant au roi Louis XI, Lucy devint domaine royal, et un terrier  fut établi en 1486. Dans ce terrier on voit que le roi est seigneur d'une partie seulement de Lucy, qui est toutefois déclaré châtellenie et qui a ses juges à part. Le représentant du roi avait sa résidence à l'hôtel appelé le vieux château.

En 1597, il se produit un changement dans l'administration du domaine royal. On voit paraître ce qu'on appelle les seigneurs engagistes  qui dureront jusqu'à la Révolution. Ces personnes, qui étaient déjà riches, se trouvèrent à la fin possesseurs de grands biens par suite d'alliances ou d'héritages. Voici leurs noms:
1. 1597, le président Chaupon
2. 1603   G.Millot
3. 1624  G.Millot fils
4. 1673   Ph.Millot (lié à la famille Richer avocat au Parlement)
5. 1709   Cl.Richer
6. 1735   P. Richer
7. 1772   E. Despatys (marié à une fille Richer)
8. 1785   G-E. Haye
9. 1790   E-N Haye(possesseur de trois fermes à Lucy) devient député en 1820.

- seigneurie de l'abbaye de Saint-Germain : en 859 Charles le Chauve concéda à l'abbaye des domaines au nombre desquels est Lucy. Plusieurs confirmations de ce don royal sont connues : en 864 un décret du concile de Pistes en Normandie ; en 1033 la mention de la donation de l'église de Lucy, dite de Saint-Martin, faite par Hermoin, évêque d'Autun, à l'abbaye de Saint-Germain ; c'est en 1151 la déclaration du pape Eugène IIIqui prend sous sa protection plusieurs églises et entre autres celle de Lucy; c'est en 1320 l'acte de Jean de Chalon, seigneur de l'Isle, qui reconnaît à Saint-Germain le droit d'avoir mairie et prévôté pour la répression des délits. La justice se rendait sur la place publique ombragée des Tilleuls, à l'endroit de la croix de mission, en face du chemin d'Annay.

Il est probable, surtout à partir du XVIe siècle, que le même juge servait pour l'Isle et pour Lucy, mais il avait son auditoire ou salle de justice dans chaque seigneurie. La décadence était venue pour Saint-Germain par suite de la guerre de Cent Ans, elle se précipita après les guerres de religion et la commende l'acheva. Les religieux ne pouvaient plus payer leurs employés ni réparer leurs bâtiments. Le coup le plus sensible leur arriva en 1769 : 48 habitants de Lucy et de Thory qui étaient de leur seigneurie passèrent dans la seigneurie du roi, ainsi que le terrier de 1486 leur en donnait le droit.
- seigneuries des sires de Noyers : on ne sait par quel moyen, ni au juste à quelle époque les sires de Noyers possédèrent un domaine à Lucy. On voit seulement en 1190 que Guy de Noyers partant pour la croisade fait don à l'abbaye de Reigny, de pâturage sur le finage de Lucy et de Thory. En 1721, Reigny possède encore en plus cinquante sous de rente. Miles de Noyers, sur les instances de Béatrix, dame de l'Isle, lui vendit pour accroître son domaine tout ce qu'il possédait à Lucy moyennant 12 000 deniers tournois. Ce domaine comprenait seulement 17 familles avec leurs terres ; il était moindre que chacune des deux autres seigneuries, mais comprenait l'église et le presbytère que l'on plaçait alors en Champagne, ce qui subsista jusqu'en 1750. Un avantage était réservé à ces familles, celui de pouvoir prendre de la pierre aux carrières de Champ-Rotard à Coutarnoux. Berthier de Sauvigny devint le successeur des seigneurs de l'Isle, en 1770. Il acheta toute la seigneurie du prince de Nassau pour 502 000 livres. Mais ce n'est qu'en 1779 que cet intendant de la justice, de la police et des finances se rendit possesseur des droits honorifiques des abbés de Saint-Germain
- la famille des Marrault: elle fournit des représentants aux seigneurs de l'Isle. Ils prenaient le titre de châtelains de Lucy-le-Bois et avaient une résidence peu commune attenant à celle des abbés de Saint-Germain. Le premier régisseur connu est Hymbault Marrault, en 1575, qui se dit châtelain pour le marquis de Nesles, seigneur de l'Isle. En 1619, c'est Jean-François Marrault ; en 1669, un autre François son fils, possède la justice basse et moyenne avec greffier, sergent, fermiers et employés. On trouve ensuite, en 1713, un troisième François Marrault ; il avait un fils qui, tout en résidant à Lucy, était bailli (juge) de Joux que desservait la grande route. Il avait aussi une fille, mariée à Berthelot, qui remplaça son beau-père et qui vraisemblablement fit son blason sur l'ancienne maison des Berthelot. Après 1743, la famille Marrault se disperse laissant son nom attaché à un petit bois dit forêt Marrault.

Voyons maintenant les propriétaires forains
1. l'abbaye de Reigny : elle avait reçu de Guy de Noyers, seigneur de Lagesse, en 1190, un droit de pâturage sur Lucy et Thory et 216 hectares de bois dans la partie ouest de la forêt d'Hervaux. « Les religieux de Reigny possédaient en outre sur Thory, 40 sées de pré en quatorze pièces[3]. »
2. l'abbaye de Marcilly dite Notre-Dame de Bon-Repos : une donation qui remonte à 1239, lui est faite par Bure de Prey, seigneur de la Tour-de-Pré. Il lui abandonne le domaine de Vaudran près de Thory et différentes pièces de terres.
3. l'abbaye de Saint-Martin d'Autun : elle avait des propriétés, entre autres des vignes sur Thory qui sont reconnues par le terrier de 1485. Elle possédait une métairie de 20 arpents environ, connue sous le nom de Saint-Martin ou de la grotte, endroit situé aujourd'hui dans les bois.
4. l'abbaye de Pontigny : la propriété de cette abbaye est connue par un acte de vente de 1576. Il s'agissait de répondre à l'imposition générale du clergé exigée par le roi. On voit par l'acte que le domaine comprenait des terres, prés, pâtures, buissons, donnés à bail mais dont on ignore l'origine.
5. le chapitre d'Avallon : la collégiale de Saint-Lazare possédait depuis fort longtemps 12 sées de pré en quatre pièces, appelées les prés Sainte-Marie, et 10 autres sées sur le finage de Lucy, Thory et Vassy.
6. la Maladière d'Avallon : ce petit et très ancien hôpital des lépreux avait quelques terres sur Lucy, qu'un bail de 1408 appelle la Renture aux malades.
7. le seigneur de Prey : il y a en 1362, un dénombrement de Eude de Fontaines, seigneur de Prey, qui déclare posséder des terres et le bois Burot.

### Époque moderne
On peut avancer que l'instruction à Lucy-le-Bois se répand dans les ouvriers peu après 1500, car on trouve, dans les registres de paroisse de 1603, des signatures de villageois mêlées à celles des bourgeois. Mais c'est en 1644 que paraît la mention d'un maître d'école ; c'est un Edme Menard qui se dit recteur d'école et qui est membre de la confrérie de la Sainte-Trinité. En 1780, au bas d'un acte de mariage, on trouve vingt-deux signatures ce qui montre que l'instruction était en faveur. Il y eut même en 1834 une institutrice, et en 1839 arrivèrent deux religieuses qui tinrent une école et soignèrent les malades.
En même temps qu'il eut des recteurs d'école, Lucy eut des médecins ou chirurgiens ; on voit apparaître le premier en 1655, c'est François Jacob, et d'autres suivirent jusqu'en 1858. On peut noter aussi la présence d'une sage-femme diplômée en 1835. Les sœurs garde-malades qui n'avaient cessé d'exercer leurs fonctions depuis 1839 durent se retirer en 1901, à la suppression de leur école. De sorte que le village, bien pourvu autrefois de secours sanitaires, se trouva  déshérité.
Comme partout, Lucy-le-Bois compta quelques petites usines qui ont disparu. C'était le moulin à vent du Coutas-du-Moulin qui n'a laissé de souvenir que dans le cadastre. Le moulin à eau de Lucy-le-Bois, cité dans le terrier de 1486, se trouvait près du pont, vers le chemin de Thory, et les anciens l'ont vu fonctionner. Plusieurs fermes anciennes ont subi le sort des moulins. On cite, en 1553, les deux fermes de Cheratz et du Mez dont le nom même n'est plus connu ; l'une d'elles pourrait être la maison ruinée de la forêt Marrault. Une ferme bien connue est celle dite du Vau-de-Bouche, à 500 mètres en aval du village, là où un pont de bois sur le ruisseau facilitait le passage du vieux chemin dit des Ramonats. Cette ferme, portée au terrier de 1486, a subsisté jusqu'en 1811. On voyait encore en 1870 un mur de clôture, un grand portail cintré et, sur l'autre bord du ruisseau, un colombier. Au-dessus du clos, le ru s'élargit et le pré s'appelle le Bief ; c'est là que venaient se baigner les chevaux du roulage. À l'entrée du chemin du Val-de-La Nef, ancien grand chemin d'Auxerre, deux maisons situées près du ruisseau s'appellent la Tannerie et la Tuilerie. Cette dernière était une petite usine.
« La période de la Révolution, dont les documents existent à Lucy, serait à faire connaître ; et cette partie de l'histoire locale, formerait un tableau des plus intéressants des mœurs du temps. On ne peut entrer dans le détail de ces archives, disons seulement que Lucy-le-Bois, en 1789, fit son cahier de doléances avec Thory, mais d'une manière singulière. Il y avait pour ces deux groupes, la partie de la Bourgogne qui comprenait 99 feux dont 22 pour Lucy et 77 pour Thory, puis la partie de la Champagne qui comptait 89 feux pour Lucy et 3 pour le Bourg-Moreau de Thory, au total 808 habitants. »
En 1870 Thory et Bourg-Moreau dépendent de la commune de Lucy-le-Bois.
De 808 habitants en 1789  Lucy est tombée à 597 au début des années 1920.

## Politique et administration
| Période   | Période   | Identité            | Étiquette | Qualité |
| --------- | --------- | ------------------- | --------- | ------- |
| mars 1965 | mars 1971 | Léon Ringot         |           |         |
| mars 1971 | mars 1983 | Raymond Lairaudat   |           |         |
| mars 1983 | mars 1995 | Louis De Chastellux |           |         |
| mars 1995 | mars 2020 | Joël Tissier        | DVD       | Artisan |

## Démographie
L'évolution du nombre d'habitants est connue à travers les recensements de la population effectués dans la commune depuis 1793. Pour les communes de moins de 10 000 habitants, une enquête de recensement portant sur toute la population est réalisée tous les cinq ans, les populations de référence des années intermédiaires étant quant à elles estimées par interpolation ou extrapolation. Pour la commune, le premier recensement exhaustif entrant dans le cadre du nouveau dispositif a été réalisé en 2006.

En 2022, la commune comptait 322 habitants, en évolution de +6,27 % par rapport à 2016 (Yonne : −1,95 %, France hors Mayotte : +2,11 %).
| 1793 | 1800 | 1806 | 1821 | 1831  | 1836  | 1841  | 1846  | 1851 |
| ---- | ---- | ---- | ---- | ----- | ----- | ----- | ----- | ---- |
| 737  | 846  | 940  | 976  | 1 011 | 1 055 | 1 014 | 1 014 | 956  |

| 1856 | 1861 | 1866 | 1872 | 1876 | 1881 | 1886 | 1891 | 1896 |
| ---- | ---- | ---- | ---- | ---- | ---- | ---- | ---- | ---- |
| 935  | 937  | 949  | 558  | 542  | 505  | 505  | 481  | 447  |

| 1901 | 1906 | 1911 | 1921 | 1926 | 1931 | 1936 | 1946 | 1954 |
| ---- | ---- | ---- | ---- | ---- | ---- | ---- | ---- | ---- |
| 402  | 382  | 375  | 304  | 323  | 305  | 298  | 229  | 269  |

| 1962 | 1968 | 1975 | 1982 | 1990 | 1999 | 2006 | 2011 | 2016 |
| ---- | ---- | ---- | ---- | ---- | ---- | ---- | ---- | ---- |
| 278  | 294  | 238  | 267  | 378  | 365  | 328  | 297  | 303  |

| 2021 | 2022 | - | - | - | - | - | - | - |
| ---- | ---- | - | - | - | - | - | - | - |
| 311  | 322  | - | - | - | - | - | - | - |

## Lieux et monuments
Lucy-le-Bois a conservé, mieux que d'autres villages, les demeures bourgeoises des XVe et XVIe siècles. Il y a surtout dans la rue Saint-Martin, qui était jadis la rue principale et le passage de la grande route, un groupe de maisons qui rappellent le Moyen Âge.

### Le château seigneurial

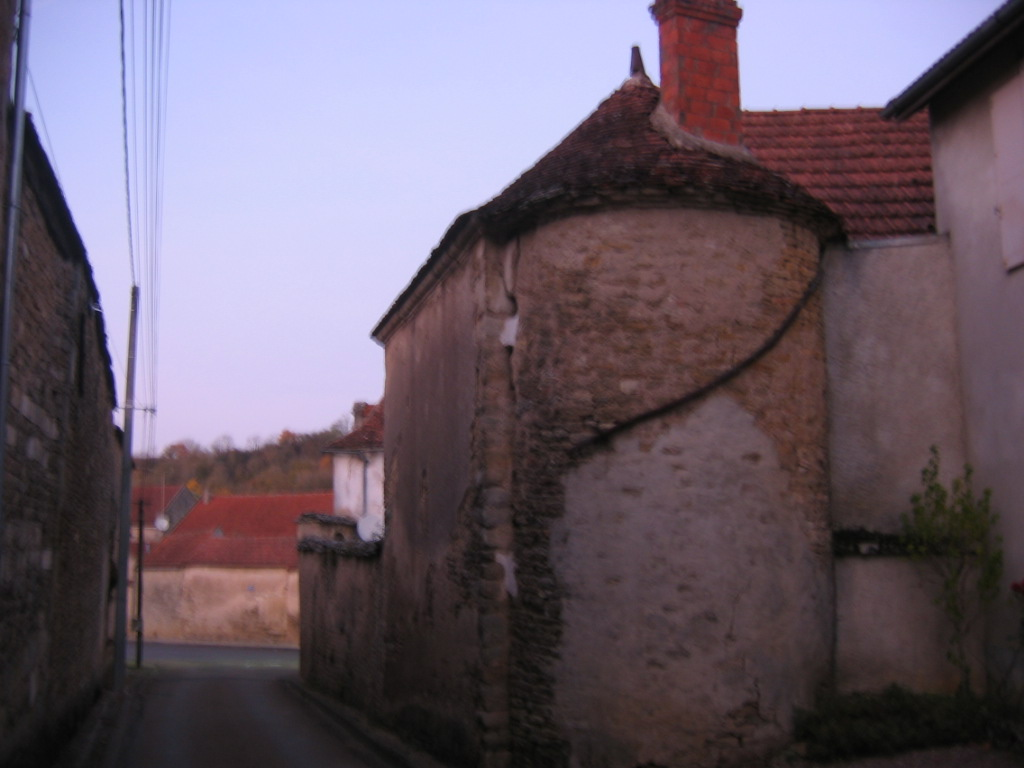
la tour du vieux château

Cette résidence qui était celle du représentant du duc de Bourgogne et plus tard du roi, avait un air de château et on l'appelait de ce nom. Situé à l'angle de la rue Saint-Martin et de la grande rue ou grande route, il excite l'attention du voyageur par ses dimensions et sa construction. C'est un bâtiment de 30 mètres de longueur sur 10 mètres de largeur, où s'ouvrent huit grandes fenêtres au midi, huit au nord et deux dans chacun des côtés. Ces fenêtres et les portes ont des moulures qui indiquent le XVe ou XVIe siècle, mais leurs meneaux ont disparu. Une tour carrée s'élève en saillie sur la façade de la cour et contient un bel escalier de l'époque conduisant au premier dans de vastes chambres. C'est tout ce qui reste de cet édifice seigneurial, dépouillé qu'il est de ses deux tours, de son toit aigu, de ses flamanches, de sa chapelle surmontée d'un clocher, de sa terrasse plantée d'arbres et recouvrant de grandes serres. Ce château possédait des jardins et vergers s'étendant d'une rue à l'autre et jusqu'au ruisseau. Il possédait de grandes dépendances sur la rue du bas ; granges, écuries, basse-cour, vinée, pressoir, colombier, lavoir alimenté par une source. Il ne reste  de ce domaine qu'une maison  devenue banale  par des arrangements sans goût.
Les dépendances eurent un autre sort que le château vendu en 1789 et transformées en habitations ouvrières, elles devinrent une hôtellerie de la grande route qui fut florissante jusqu'en 1840 où la route changea de direction. La vieille hôtellerie fut mise en vente et achetée par l'archevêque de Sens, Mgr de Cosnac, qui pensait y installer les missionnaires de Saint-Edme. Mais Pontigny ayant eu la préférence, l'archevêque en fit don à la commune. Les bâtiments furent démolis en partie et l'on construisit sur l'emplacement une mairie flanquée de deux écoles. Celle de l'est pour les filles fut tenue par les sœurs de la Providence de Sens, pendant près d'un demi-siècle jusqu'à l'expulsion des religieuses en 1904. Les héritiers de Cosnac abandonnèrent la maison des sœurs à la commune qui la mit en vente avec ses jardins et dépendances. Pour 4 000 francs, le curé Merlot en devint propriétaire.

### La résidence des religieux
Vers le milieu de la montée de la rue Saint-Martin, une maison tranche sur les autres par la façade où la charpente s'allie à la maçonnerie, c'est l'ancienne résidence des religieux de Saint-Germain. Elle leur servait de pied-à-terre, de logement pour leur représentant, et des dépendances s'y ajoutaient pour les services.
«La façade de la résidence des religieux offre au rez-de-chaussée deux portes, une petite à gauche à linteau droit et à montants moulurés. À côté, s'ouvre une porte cochère cintrée, bâtie en pierres de taille de Coutarnoux .Au-dessus, à distance d'un mètre, se profile le plancher du premier étage ; il est marqué par l'extrémité saillante d'une douzaine de gros chevrons sur lesquels s'appuie une poutre. Cet étage forme une avancée de 0,5 m sur le rez-de-chaussée et on y accède par un escalier de pierre placé sur le côté et aux marches nombreuses. La façade de l'étage laisse voir une partie de son ancienne charpente : trois des chevrons disposés en croix de Saint-André et noyés dans les enduits. Le plafond qui avance de plus d'un mètre sur le bas, est indiqué par une poutre qui porte une rangée de chevrons dont les bouts font saillie. Le tout est supporté par trois poteaux debout, implantés dans le mur et s'écartant au sommet avec deux bras de renfort. Au milieu, s'ouvre une large fenêtre tout encadrée de bois et pourvue de nombreux petits carreaux. Les côtés de la façade sont de solides piliers de pierre de taille formant double moulure d'encorbellement à l'étage et sous le toit. »
L'intérieur de la maison présente aussi de l'intérêt. On trouve d'abord une remise de 7 m de côté. Puis le bâtiment attenant, dont la façade est tout ordinaire, se trouve par derrière flanqué de deux gros contreforts. Là, était l'oratoire. Il reste dans un mur une fenêtre peu large encadrée de fines moulures. Dans la cour se voient encore quelques dépendances : les vinées, la place du pressoir banal, le colombier, de grands jardins et vergers étagés, avec puits et viviers, le tout enclos de murs. La chapelle et surtout la grange rappellent des souvenirs de 1793 : l'abbé Baudoin, sorti des prisons d'Auxerre, y faisait ses offices avant d'être autorisé à exercer le culte.

### LaGrange des Dîmes
Le bâtiment en ruine précède la résidence des religieux. Il offre des détails de construction à noter avant sa disparition. On voit comme accrochés au pignon resté debout, les restes d'une cheminée. En bas sont les consoles de pierre qui supportaient le manteau et les pieds-droits ou montants simulant des colonnes de faible saillie. En haut, le tuyau est bâti en pierres de taille ; la base en est carrée, et le reste, cylindrique. Aux arêtes de la partie carrée, des têtes sculptées font saillie. Pareille terminaison de cheminée existe à Montot près Guillon et indique le XVe siècle. Ce bâtiment s'est effondré en 1913.

### La maison des Marrault

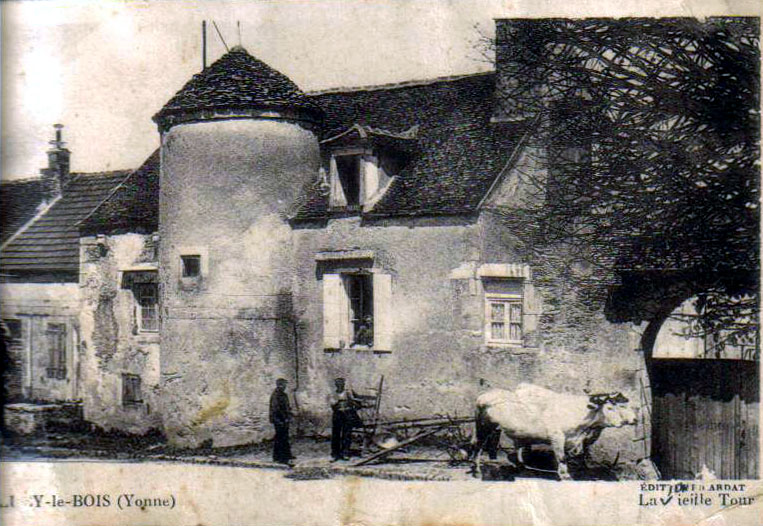
La Vieille Tour

Les Marrault étaient les représentants des seigneurs de L'Isle-sur-Serein. Elle est signalée par la tourelle et ses fenêtres, et serait comme l'autre du XVe siècle. Cette maison comprend deux logis que dessert l'escalier de la tourelle placé au milieu. La tourelle est éclairée seulement par deux petites fenêtres sans caractère et son escalier de bois très commun monte au comble et descend au sol dans une chambre à four qui servit jadis de salle d'école. Le logis de gauche est percé d'une large fenêtre ornée de deux accolades à son linteau qu'abrite un cordon mouluré porté par deux modillons. En bas, sur le côté, se voit une petite niche en ogive, faite pour recevoir une statue de saint. Le logis de droite, plus long, porte deux fenêtres. La première, un peu modifiée, ressemble à la précédente; la seconde, d'un style différent, plus simple, ne manque pas d'intérêt. Son linteau large est gravé au milieu d'un écusson qui porte en haut trois étoiles sur une bande et au-dessous un chiffre de famille HE MM avec la date 1614. Ce chiffre est celui de Hymbault Marrault, châtelain de l'époque. Une inscription occupe le bas, c'est une devise bien connue au XVIe siècle et qui dit en lettres majuscules : ASSES. VA.QVI. FORTUNE. PASSE.
Dans la cour de ce petit hôtel, on trouve comme dans l'autre résidence, après avoir franchi la petite porte et la porte cochère assez récente, la grange des redevances, une cave dont l'entrée est en ogive, un pressoir banal, un pigeonnier, des jardins en terrasses étagées, des vergers ; à noter dans une chambre, la cheminée de l'époque des fenêtres, c'est-à-dire du XVe siècle.

### Le mur d’enceinte

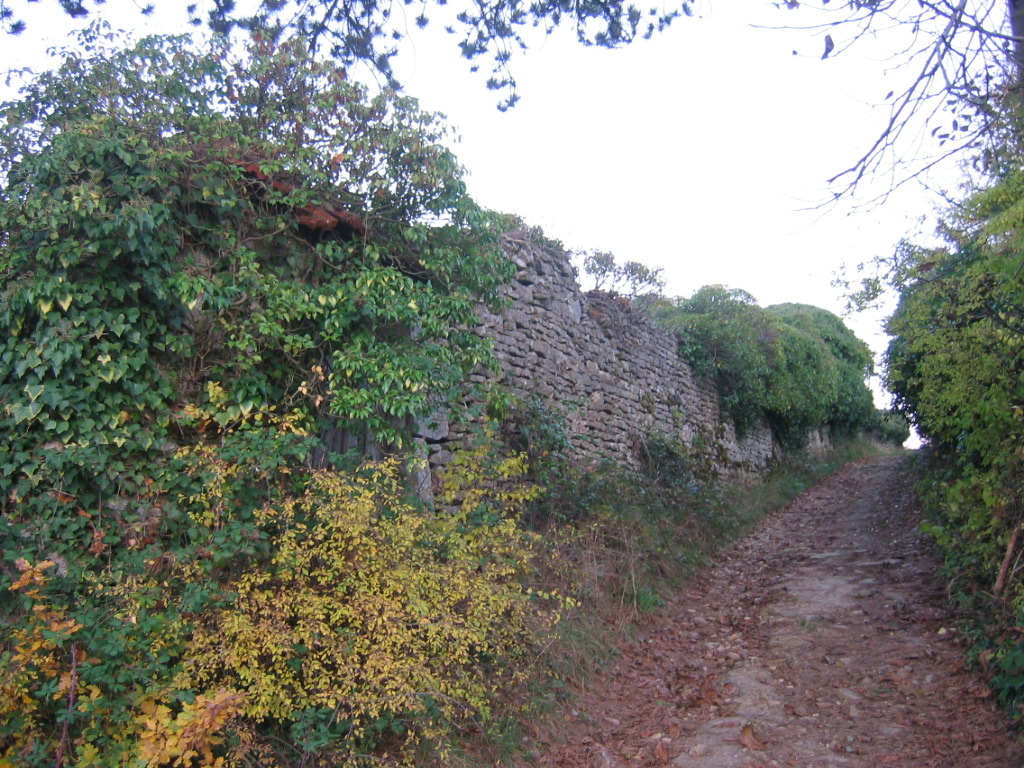
le mur vers la route d'Annay

C'est à la même époque, que fut construite l'enceinte pour se garder des bandes de soldats sans emploi et devenus pillards de profession: les Routiers. Jusqu'à Henri IV, les villages étaient exposés à recevoir ces malfaiteurs qui les rançonnaient. On voit donc, après la guerre de Cent Ans, des enceintes munies de portes, de tours de défense s'élever partout. Dans la région, c'est Annay-la-Côte, Girolles, Tharot, Précy-le-Sec, Joux-la-Ville qui bâtissent des murs hauts de 4 à 5 m, et défendus quelquefois par des fossés. Lucy avait, plus que d’autres, intérêt à se protéger des maraudeurs, car en 1542 il fut octroyé un marché le samedi, et trois foires furent créées ; à Saint-Pierre d'août, à Saint-Claude et à Sainte-Catherine. Or, l'établissement des foires exigeait une sécurité que seule pouvait donner une enceinte.
Celle-ci formait un rectangle de 600 mètres environ de longueur sur 45 mètres de largeur, englobant tout l'ancien village y compris l'église et le cimetière. Trois grandes portes s'ouvraient dans ses murs :
- à l'ouest la porte Saint-Martin ou de Paris,
- au sud la porte Jacot ou de Lyon,
- à l'est celle de Thory.

Il pouvait s'y trouver huit tours ou bastions. L'existence de ces murailles est déjà attestée par les noms de certains lieux-dits : sous les murs, derrière les murs et, près de l'église, le sentier des murailles. Le silence sur une désignation des fossés semble prouver qu'il n'en n'existait pas.
Il y a mieux que les lieux-dits, les murs eux-mêmes sont en partie encore debout. « En 1916, sur 250 mètres, une partie de l'enceinte allant de la porte Jacot à l'église mesurait 3 m en contrebas et 1,3 m d'épaisseur On voit encore 25 m de murs à l'entrée du chemin de Girolles et 40 m de murs renversés le long du cimetière, et à la descente du chemin des Corvées, se dresse une tour ronde à moitié démolie et munie d'une meurtrière. On peut suivre l'enceinte marquée par le chemin de ronde sur près d'un kilomètre. » Vers l'endroit dit Château-Philon, sont visibles les fondations d'une tour carrée qui commandait la vallée et le grand chemin. Tous ces murs sont faits de pierres plates du pays, cimentées par de l'argile et offrant un parement réglé.

### L’église

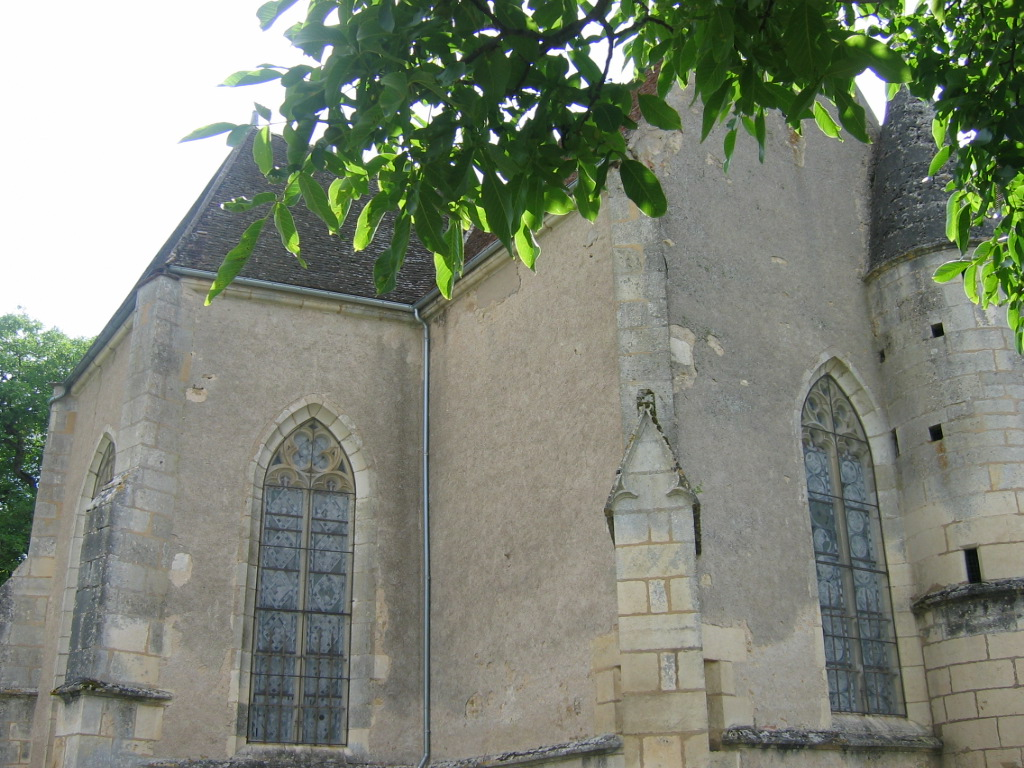
partie Est de l'église

À l'extrémité de la rue Saint-Martin, qui est le vieux quartier, se dresse sur un tertre, le bel édifice de l'église dédiée à Saint-Martin. Vue d'en bas, elle offre un aspect pittoresque avec son faîtage en combles séparés où s'alignent quatre pignons au lieu d'un plan unique, sa tourelle d'escalier de construction soignée et son clocher monumental. Tout de suite se présente la raison de la place qu'elle occupe tout en haut et en dehors du bourg. Elle est là, succédant à l'église du XIIe siècle, laquelle a dû s'élever sur les fondations de la chapelle primitive des temps de Charlemagne. On cherchait alors, l'abondance des eaux et la position défensive.
L'intérieur du monument répond à l'extérieur, c'est une belle église de campagne. Mais pour l'apprécier justement, il faut savoir ce qu'était l'édifice avant sa restauration. « Il comprenait, dit l'abbé Gally, avec le sanctuaire, trois nefs et deux travées seulement voûtées en pierre. La nef principale se prolongeait au moyen d'une nef rustique jusqu'à la porte romane devant laquelle étaient les restes d'un porche délabré. Au centre de la deuxième travée, reposait sur les quatre gros piliers du chœur un clocher très bas et très lourd dont il reste la tourelle d'escalier. Ce clocher n'était que la réduction du grand clocher détruit par la foudre en 1762 ».
L'abbé Fauvet, curé en 1838, prolongea les nefs latérales en 1848 et les voûta en briques. L'abbé Culin acheva son œuvre, il fit une sacristie à l'extrémité de la petite nef de droite, puis à celle de gauche, la chapelle funéraire de la famille de Chastellux qui fut bâtie à leurs frais sur l'emplacement même où, dans le cimetière, se trouvait leur sépulture. Là reposent le comte Alfred de Chastellux (1856) et son épouse Elisabeth Bruzelin (1882) et aussi l'abbé Fauvet, à qui la paroisse doit tant. Le clocher, qui s'élève entre les deux chapelles à la place du porche fut construit en 1868 par l'architecte Tircuit d'Avallon ; il mesure 40 m de hauteur.
L'église, dans son état actuel, forme un rectangle de 30 m de longueur sur 9,17 m de largeur et 9,60 m de hauteur. Elle a été bâtie vers 1500, car jusqu'à la mort de Louis XI en 1483, les pays trop dévastés et ruinés par la guerre de Cent Ans, n'ont pas produit d'œuvres d'art. « Ce n'est que sous Charles VIII Louis XII et François Ier, de 1483 à 1547, que nombre d'églises surgirent partout dans les campagnes remplaçant les sévères édifices romans du XIIe siècle. »
Selon l'abbé Gally, « on aime à retrouver à Lucy dans la restauration moderne ce culte pieux du passé : une pierre, un pan de mur, une porte de l'ancien édifice étant un anneau authentique dans la chaîne de la tradition catholique ». Il reste de l'ancienne église, qui devait être basse et assez pauvre, la porte romane en plein cintre du XIIe siècle (époque Philippe-Auguste, 1180). Elle est encadrée par deux colonnes en calcaire grossier, couronnées l'une d'un chapiteau de feuilles d'acanthe, comme à Saint-Lazare d'Avallon, l'autre, d'une tête d'homme barbu de grandeur naturelle, de facture commune, les yeux percés, la chevelure partagée par une raie et retombant sur le cou en plusieurs tresses ; on peut y voir la figure de  Jésus-Christ.
Les cinq travées sont séparées par de fortes colonnes sans chapiteaux, flanquée de colonnettes qui se prolongent le long des arcs en ogives. Les quatre colonnes anciennes du chœur sont accostées de pilastres à moulures prismatiques qui passent dans la voûte et forment des nervures ramifiées. Sur les deux colonnes proches du chœur sont accolées des consoles avec leur pinacle, mais dont les statues ont disparu et sont remplacées par deux moulages en plâtre de saint Éloi et de saint Vincent. L'abside ou sanctuaire est à trois pans percés de fenêtres ogivales à meneaux flamboyants. « Celle du fond est très haute et à trois baies ou compartiments garnis de vitraux modernes à personnages ; il reste toutefois sur les bords quelques jolies figures d'anges qui datent de l'époque de la construction. La fenêtre de gauche est de moindre dimension et à deux baies ; au pan de droite contigu à l'ancienne sacristie, il n'y a qu'un œil-de-bœuf. »
Le maître-autel est tout en pierre, sculpté dans le style de l'église, il remplace un autel en marbre assez simple qui a été transporté dans la chapelle funéraire. Le comte de Chastellux fit donc faire par échange le maître-autel actuel par l'artiste Guillaumet, de Nevers. Un sujet bien connu en occupe le devant, c'est la Cène, d'après le tableau du célèbre peintre Léonard de Vinci. On peut voir les trois Cènes qu'il a sculptées, à Pontaubert, au Vault-de-Lugny, à Lucy. Le tabernacle de l'autel a des parties dorées ; deux anges porte-candélabres en couleur se tiennent sur les côtés ; aux premières colonnes, deux statues de moulage, Notre-Dame de Lourdes et la sainte Jeanne d'Arc reposent sur des consoles de style.
La chapelle de droite est dédiée à saint Martin qui a sa statue en plâtre blanc grandeur au-dessus de nature, dans une niche occupant le centre du retable. Le mur est recouvert entièrement d'une grande boiserie sculptée dans le style de l'église. L'autel également en bois en forme de coffre est orné d'un bas-relief qui représente la mort de saint Martin entouré de nombreux personnages. Sur les côtés de l'autel, on voit les figures de la Foi et de l'Espérance, et dans le retable même, saint Pierre et sainte Madeleine. Toutes ces sculptures sont de l'artiste Guillaumet.
L'autel de gauche, où tout est en pierre, est dédié à la sainte Vierge : la statue en plâtre blanc repose sur une console d'une riche ornementation. À ses côtés, se tiennent les statues en pierre de saint Joseph et de saint Jean. Ces trois statues sont couvertes par des pinacles très fouillés formant clochetons et d'une hauteur démesurée, ce qui donne à l'ensemble un aspect théâtral, comme dirait l'architecte Viollet-le-Duc. Sur le devant de l'autel est figurée la Nativité en bas-relief que complètent l'Adoration des bergers et l'Adoration des mages placées sur le gradin du tabernacle. À droite de l'autel se voit une piscine copiée sur les consoles des colonnes. Les voûtes et les murs du sanctuaire et des chapelles sont décorées de peintures.
À l'entrée du chœur sont placées deux stalles modernes dont les boiseries sont sculptées dans le style de l'église. Le banc d'œuvre, tout auprès, porte des motifs de sculpture  dans le style Louis XV. À la porte de l'église à droite est posée une grande cuve en fonte, du XVIe siècle, ancien bénitier commun à cette époque, il porte quatre anses et une inscription. À gauche, un peu dans l'ombre, se trouve un  spécimen des fonts de baptême de l'époque de la Renaissance. « Taillé dans la pierre tendre,il n'offre pas l'intérêt d'un bloc unique : deux parties sont superposées. C'est une cuve portée sur un pilier central à huit pans autour duquel se tiennent à distance huit petits piliers de même forme, qui se rattachent au principal par des branches minces dessinant un S. Sur la corniche sont sculptées en fort relief des coquilles, et tous les piliers sont couverts de figures de l'époque : losanges, ronds, œufs, boutons, etc. ». Au-dessus de la porte de la sacristie est une peinture moderne de sainte Madeleine et au-dessus de l'entrée, se voit un grand Christ en bois du XVIIe siècle peut-être, qui devait se trouver au-dessus du chœur autrefois.
Dans le cimetière à gauche, à côté de la  tourelle de l'ancien clocher au toit conique, s'élève un contrefort creusé d'une niche avec pinacle où s'abrite une statue en pierre, la seule qui reste de l'église du XVe siècle, c'est saint Andoche dont la tête a disparu. Tout à côté, une porte encadrée de fines moulures donnait accès dans le bas-côté. Au milieu du cimetière, on admire un des rares spécimens de croix du XVIe siècle. Le piédestal, haut et largement sculpté, porte l'arbre dont le sommet gît dans un coin. Le croisillon s'adapte à une tablette gravée de cette inscription : « Cette croix a été faite par Léonard Guillé, tailleur de pierres à Thory, en 1514 ».
«Le clocher moderne a son mérite. Il a pris la place du vieux porche et doit sa belle construction à la pierre de Coutarnoux au Champ-Rotard d'où sortent aussi les clochers de Sauvigny, de Magny, et de Saint-André. L'architecte Tircuit d'Avallon, lui a donné dans le style du XIIIe siècle, une hauteur de 40 mètres que se partagent trois étages. Il date de 1870 et coûta une quarantaine de mille francs ; la famille de Chastellux contribua grandement à la dépense. En 1784, le vieux clocher contenait trois cloches dont une de 1533 ; en 1793, les deux plus petites furent portées à Avallon. La grosse fut refondue en 1801, à la restauration du culte, puis de nouveau en 1840, et la fonte se fit à Lucy. Deux nouvelles cloches, celles qui existent, furent bénies en 1889 et font écho aux sonneries de Joux, Précy, Annay ».

### Les croix des chemins

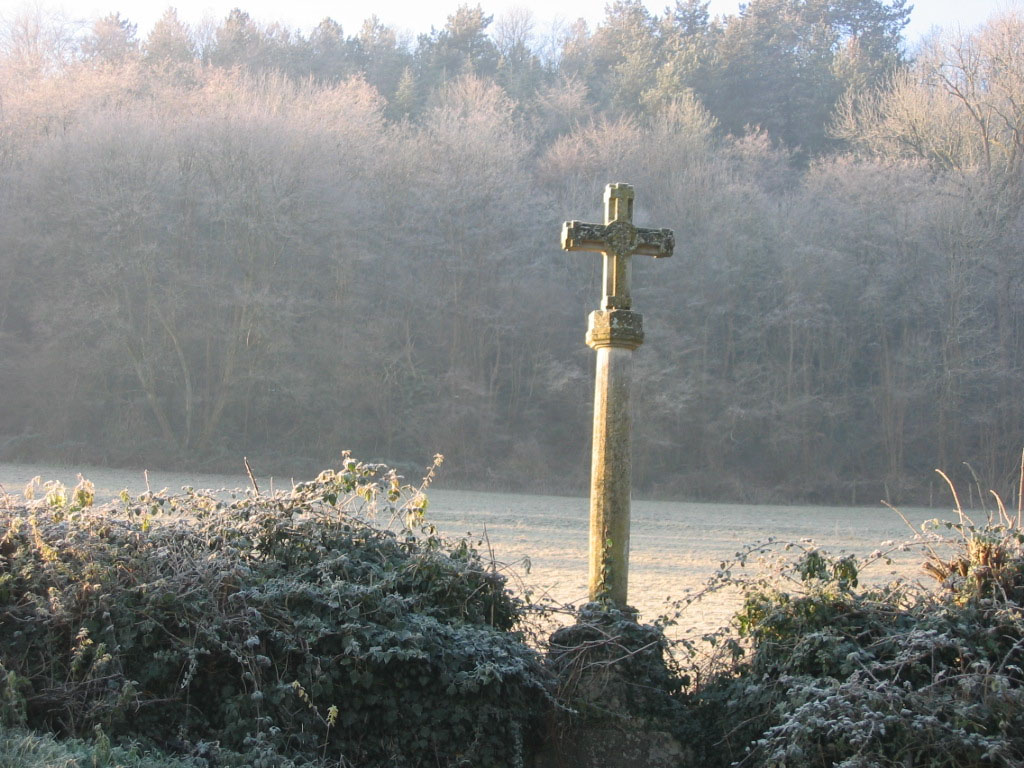
croix de Saint-Jean sur la route de Girolles

Les croix des chemins sont de date récente:
- La croix de mission est placée en 1841 sur la place des Tilleuls, sur la route d'Annay.
- La croix de Saint-François a été mise en 1848 à l'entrée de la route de Thory.
- La croix de Saint-Alfred, don de la comtesse de Chastellux en mémoire de son époux est en deçà du pont du faubourg.
- La croix de Saint-Jean est insérée dans un socle du XVe siècle sur la route de Girolles.
- La petite croix de Jean Imbert est sur le chemin des Ramonats.
- Enfin la croix des Réchons a disparu en 1907.

### La grange de la rue Saint-Martin
Un étranger montant la rue Saint-Martin, et apercevant au pignon d'une grange une belle tête en pierre encastrée dans la muraille, pourrait croire qu'elle provient de l'église. Cette tête, que les gens appellent saint Pierre, a son histoire qui s'est transmise dans une famille. Lors du pillage des églises à Avallon, en 1793, un apprenti boulanger, nommé Barbier, passant devant l'église collégiale de Saint-Lazare, ramassa une tête de statue qui gisait sur la place, la cacha dans son panier et la rapporta chez ses parents, à Lucy. Or, en 1863, ses descendants faisant bâtir une remise en face de leur maison eurent l'idée de la fixer dans le pignon. Cette tête, aux deux tiers grandeur, et d'une facture artistique, présente une particularité. Elle est d'un personnage d'âge mûr amaigri, les cheveux longs retombant de chaque côté, dépassant l'ovale de la figure; la barbe est peu forte et garnit le menton sans former de pointe.« La tête est coiffée d'une sorte de chaperon, et sur le devant deux clés croisées la décorent. On croit voir une tête de Christ quant au type d'ensemble, et seules les clés font hésiter. Mais la tête de saint Pierre, un vieillard à la tête chauve en partie, à la barbe touffue, a son type traditionnel trop connu pour s'y tromper. L'incertitude vient d'être levée grâce à une statue identique dans l'église de Saint-Bris-le-Vineux : le personnage avec les clés sur son chaperon est saint Roch, celui que l'on invoquait dans les pestes. »

### Le château
C'est le nom que l'on donne dans le village à la maison bourgeoise moderne qui s'élève au milieu d'un parc, à l'extrémité de la grande rue au nord, non loin de l'ancienne poste. En 1791, l'emplacement était un champ en culture, lorsqu'un gendre du maître de poste, le nommé Basse, qui avait fait fortune à Paris dans le commerce, voulut se construire une habitation dans le genre des villas de la banlieue de Paris. On posait la première pierre en 1792, en pleine Révolution française, et Basse, en 1793, nommé commandant de la garde nationale, cumulait tous les honneurs. Mais bientôt atteint par la dépréciation des assignats, il dut vendre ses nombreuses propriétés. Il retourna à Paris, reprit son commerce avec avantage et revint mourir à Tharot, dans une assez belle maison qui était son œuvre.
C'est en 1801 que la villa fut acquise avec toutes les propriétés par Jean de La Bussière, de Corbigny, pour 82 000 francs. À sa mort, en 1806, sa veuve, Thérèse de la Quennage, vint se fixer à Vézelay, et à son décès, en 1816, la succession fut déclarée vacante. C'est alors que le domaine passa, par une acquisition dans la maison de Beauvoir-Chastellux, par une singulière circonstance. En 1788, était mort au bout d'un an de mariage François-Jean, marquis de Chastellux, de la branche cadette. Il était maréchal de camp, inspecteur d'infanterie, gouverneur de Longwy et membre de l'Académie française depuis 1775 ; il s'honorait de l'amitié de Washington, qui lui donna son portrait en pied. Sa veuve, Brigitte Plunkett, d'une des plus anciennes et illustres familles d'Irlande, dame d'honneur de la duchesse d'Orléans dont elle partagea la prison et l'exil, désira, après la Révolution, résider dans l'Avallonnais, non loin du château jadis habité par les ancêtres de son défunt mari. Elle acheta donc, en 1806, pour 75 000 francs, la maison et les terres de la Bussière.
« Alfred de Chastellux, son fils né en 1789, ne vint que rarement à Lucy-le-Bois : par contre sa mère y fit de fréquents séjours et elle agrandit le domaine. Elle mourut en 1815 et son cœur repose dans la chapelle funéraire de l'église de Lucy ; les habitants l'appelaient leur châtelaine. La femme d'Alfred fonda un lit à l'hospice d'Avallon en faveur de Lucy, elle fournit de quoi entretenir trois religieuses ; elle dota l'église d'une sacristie avec tout son ameublement et fit don du grand autel artistique, elle contribua à la construction du clocher et à la réfection des toits, elle donna l'horloge publique et laissa enfin par testament 10 000 francs pour la réparation des bâtiments scolaires. »
Le petit-neveu de la comtesse hérita du domaine mais n'y résida définitivement qu'à partir de 1911. Le château, que précède une avenue de beaux sycomores, forme au nord une façade uniforme par où l'on arrive. L'entrée se fait sur un perron auquel accède un double escalier tournant en pierre de Thisy. La façade du midi, qui est de plain-pied, donne sur la haute colline de Traîne-Vin qui a fourni toutes les pierres de construction. De là s'étendent les pelouses avec jets d'eau, les allées et les bosquets. Sous la maison règnent des caves spacieuses dont les voûtes sont portées sur des piliers et qui forment de multiples compartiments

## Personnalités liées à la commune
- Alfred de Chastellux (Palais-Royal (Paris)[28], 20 février 1789 – Lucy-le-Bois (Yonne), 2 octobre 1856), haut fonctionnaire et homme politique français.
- Henry de Kock (1818-1892) y passa une partie de sa jeunesse  voir Mémoires d 'un cabotin .

## Activités économiques
Comme beaucoup de villages, Lucy-le-Bois connaît deux grandes phases :
1. Depuis le Haut-Moyen Âge le bourg se tient dans une logique d'autosuffisance : même les foires qui viennent scander l'année ne permettent pas d'échapper à cette dure nécessité. Les lavoirs nombreux permettent à des lavandières de vivre de leur métier. La proximité du vignoble d'Annay-la-Côte encourage la plantation de vignes sur le territoire de la commune: et les registres d'état-civil nous montrent des vignerons œuvrant à Lucy-le-Bois. La concurrence du chemin de fer ne tarira pas l'activité du village: trois épiceries sont recensées dans les années 1930; un boucher, un boulanger, un café, une briqueterie (l'usine), une fabrique de chapeaux montrent la vitalité du village. L'activité dominante reste l’agriculture : comme dans le reste de la France, la taille des exploitations est réduite. Les paysans concentrent leurs efforts sur l’élevage : pour le lait et pour l'embouche des charolais. La région est réputée pour ses prés qui permettent de nourrir les veaux nés dans les régions voisines.

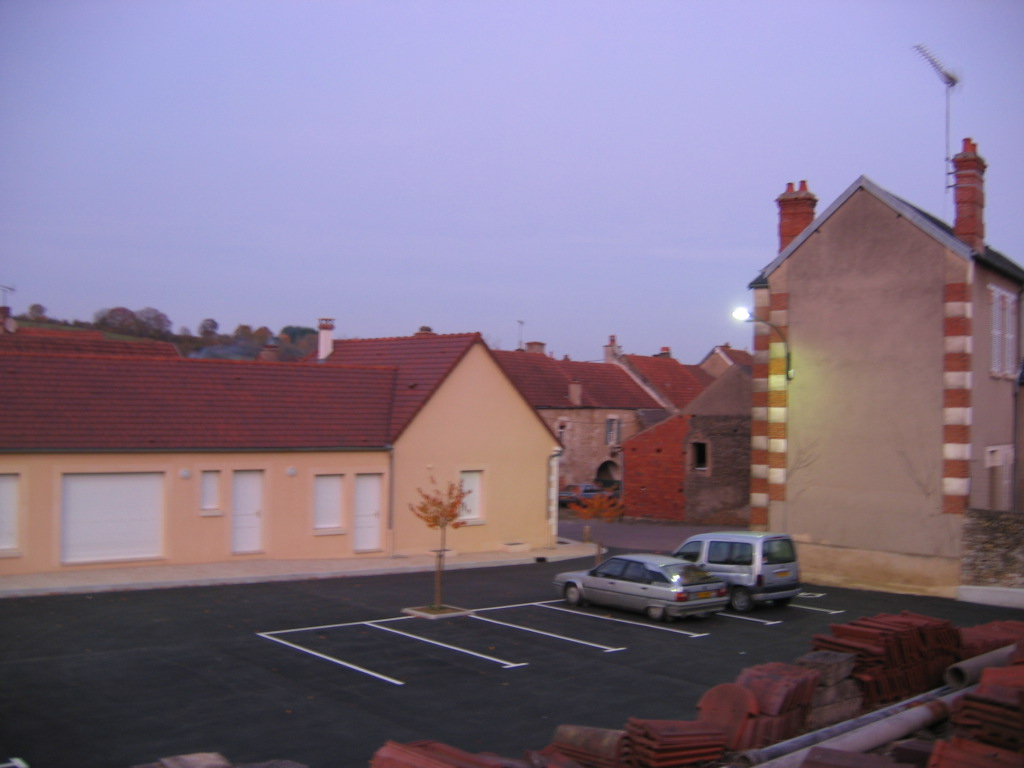
la nouvelle mairie

1. Dans les années 1960, la taille des fermes ne permet plus à une population jeune d'envisager sereinement le travail de la terre. Le bourg se dépeuple, la population vieillit et le nombre de fermes diminue rapidement. Quelques artisans restent dans le village : une entreprise de maçonnerie, un menuisier-ébéniste, un brocanteur, un vaisselier. L'usine s'oriente vers la fabrication de carreaux décoratifs. La création du lotissement puis la création de la prison de Joux-la-Ville ont permis de stopper cette hémorragie. Si les petits commerçants sont partis les uns après les autres, le boulanger a tenu bon pendant quelque temps avant de s'installer à Joux-la-Ville, le vaisselier a pris le relais de la Poste. Plus aucune maison n'est à vendre, le cadre paisible attire des jeunes couples. Quatre maisons se sont construites ces dernières années à l'intérieur même du village et une nouvelle mairie a vu le jour.

## Fêtes locales
La fête patronale est la Saint-Martin le 11 novembre.
Chaque année, le dernier week-end de juin avait lieu une course de côtes : elle se déroulait à la sortie du village sur la route de Girolles
L'association l'Agathe se charge de multiples manifestations au cours de l'année : randonnées pédestres (14 juillet), méchoui (14 juillet), vide-greniers (premier dimanche de septembre).
Passage du Tour de France le 12 juillet 2007.

## Promenade virtuelle
Il faut se servir du plan de Lucy et monter à la fontaine Marceau. Prendre le temps sous la frondaison de se rafraîchir à cette source d'eau potable qui n'a jamais tari puis d'admirer le paysage et le village en contrebas.
Ensuite soit poursuivre par le chemin botanique en direction de la route de Girolles, soit longer les murs vers la Grande Rue. En prenant la direction de Joux-la-Ville, on apercevra sur la gauche le « château », demeure bourgeoise de la famille de Chastellux.
Revenir sur ses pas et longer la Grande Rue jusqu'à la rue des Séjours ; remonter jusqu'à l'église et redescendre par la rue Saint-Martin.

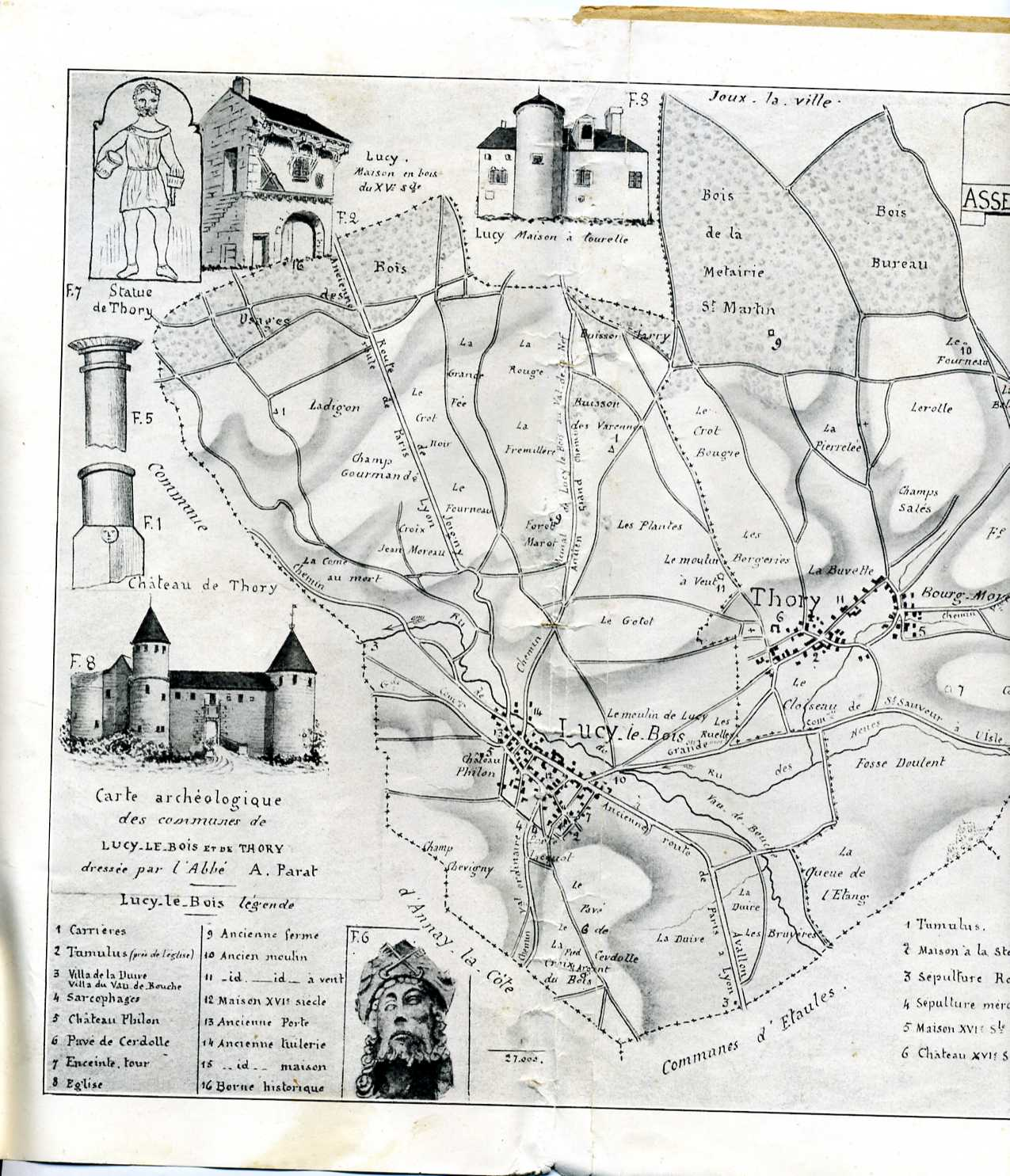
plan de Lucy-le-Bois et Thory
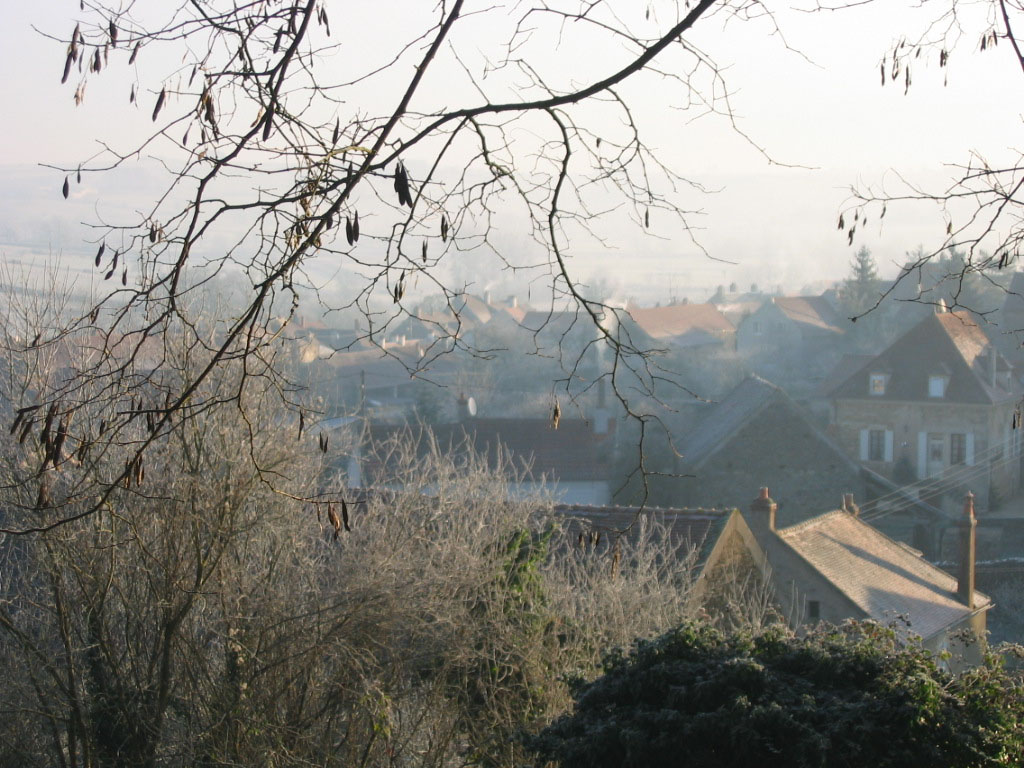
Lucy depuis la fontaine Marceau
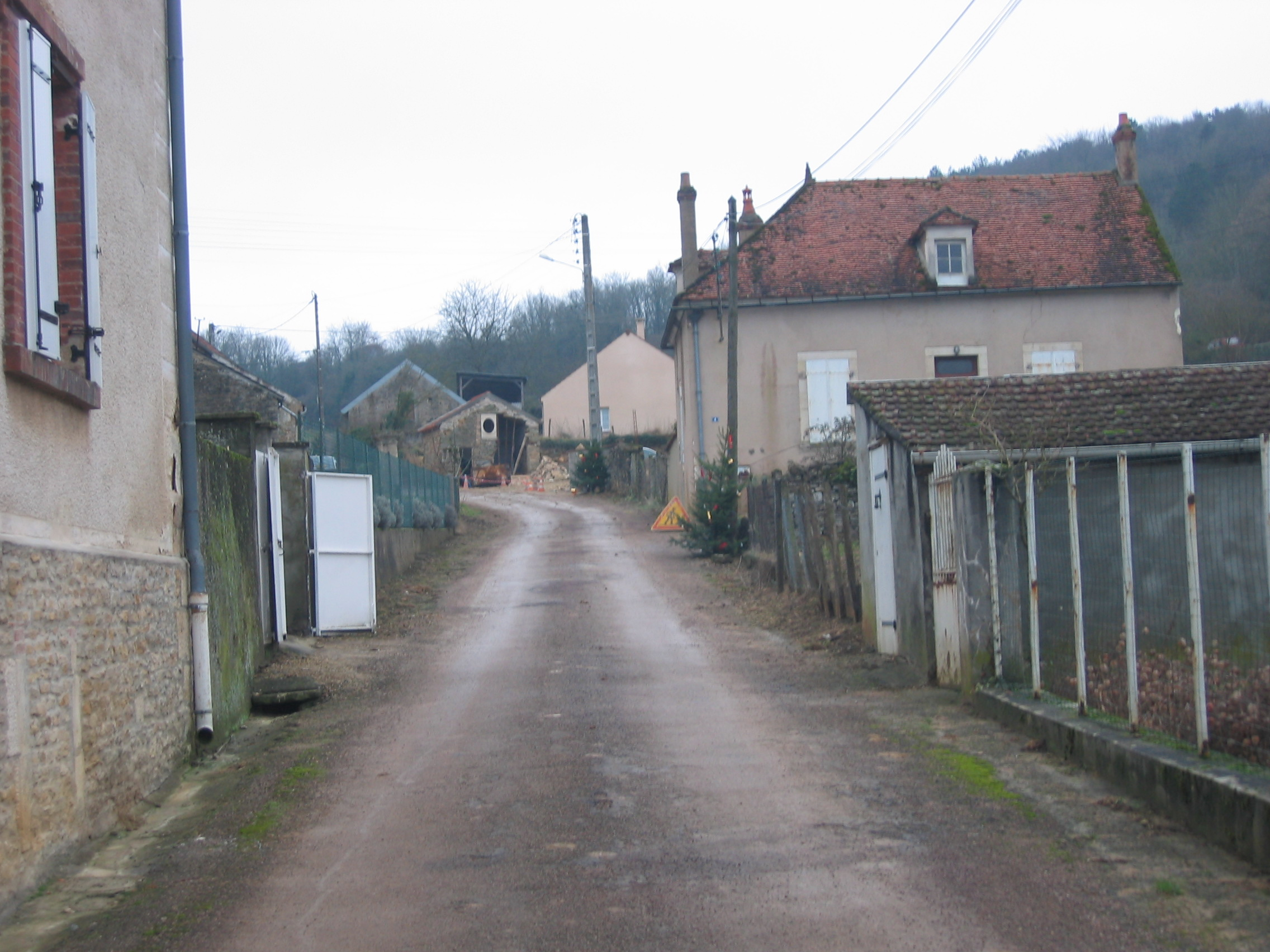
la rue Chevigny allant à  la fontaine Marceau
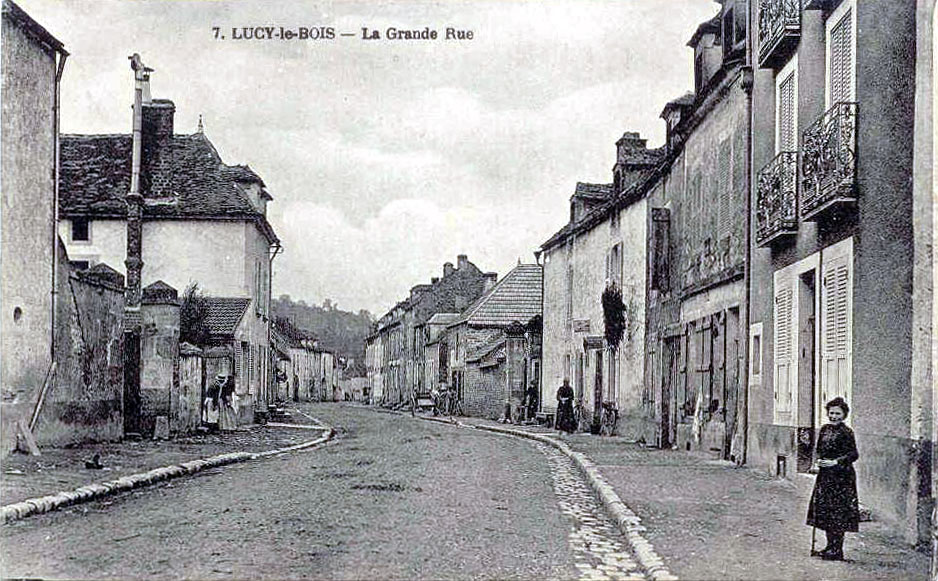
La Grande Rue
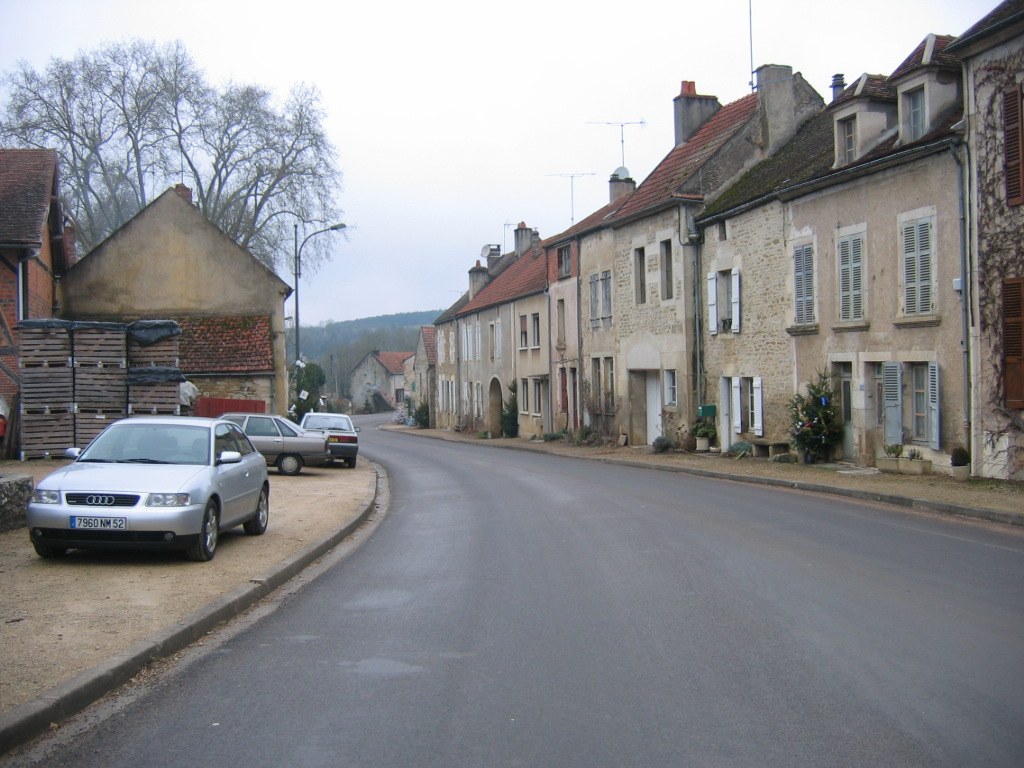
Grande Rue en direction de Joux-la-Ville
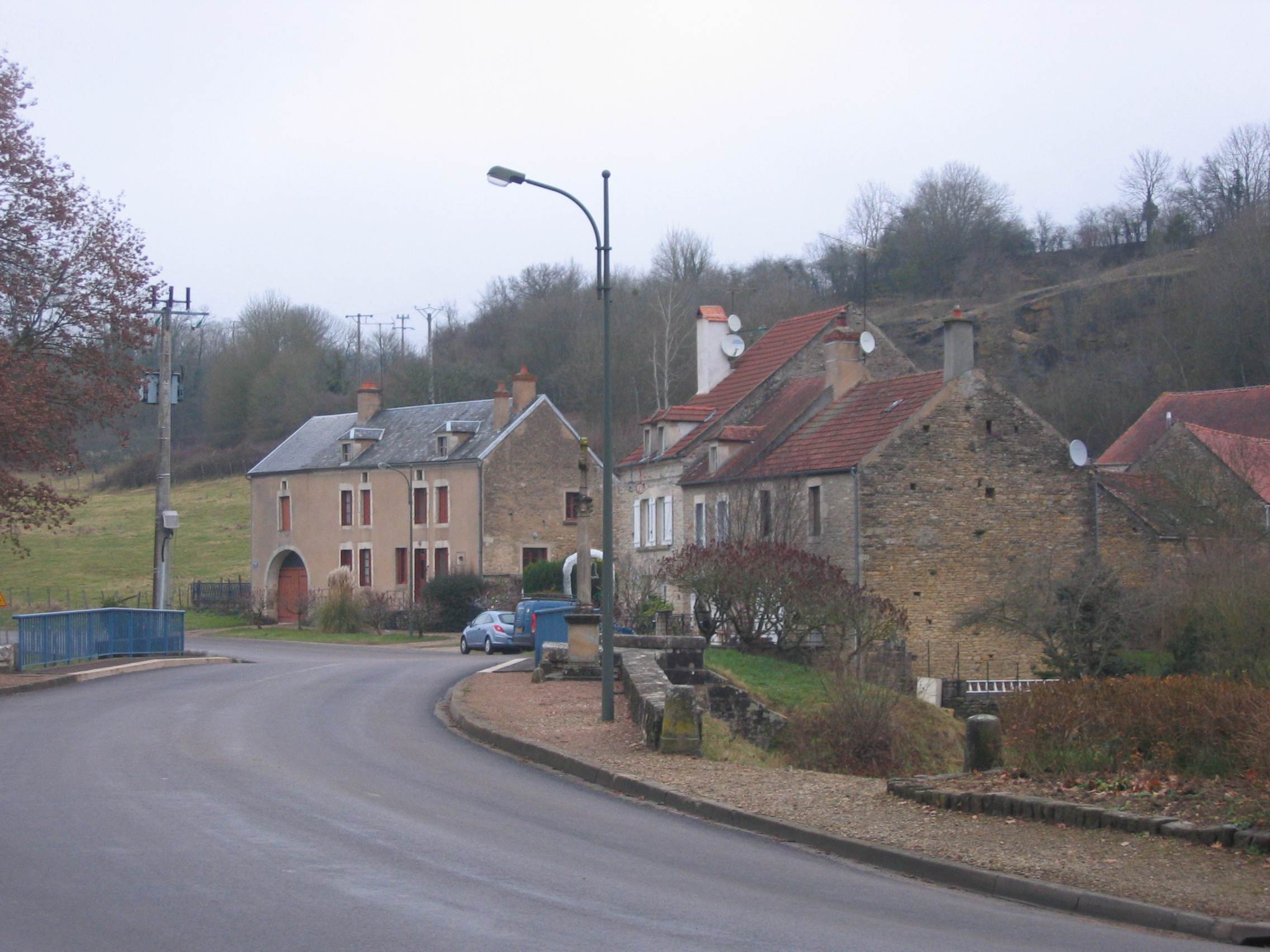
sortie de Lucy en direction de Joux-la-Ville
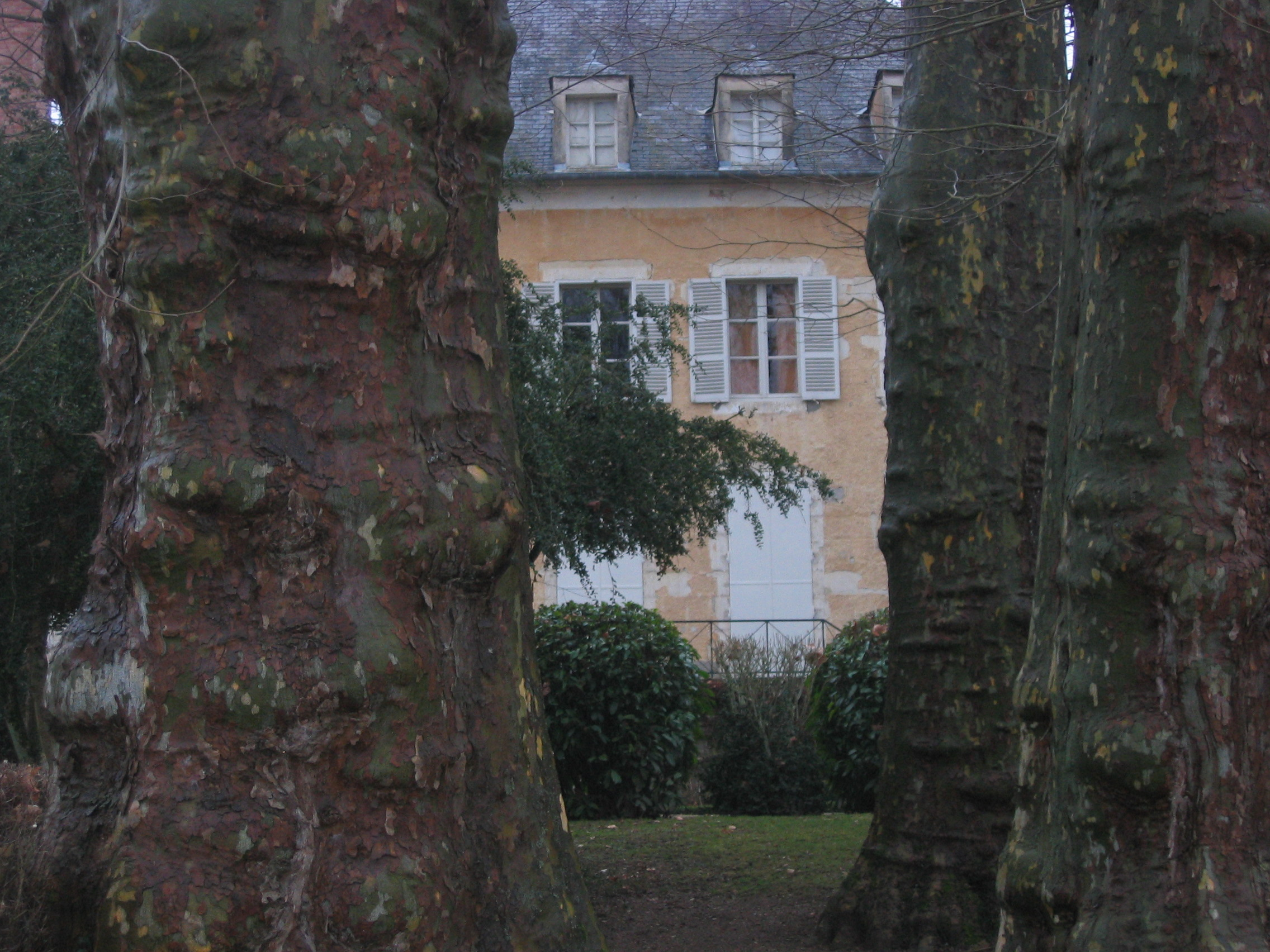
le "château" vu de l'entrée
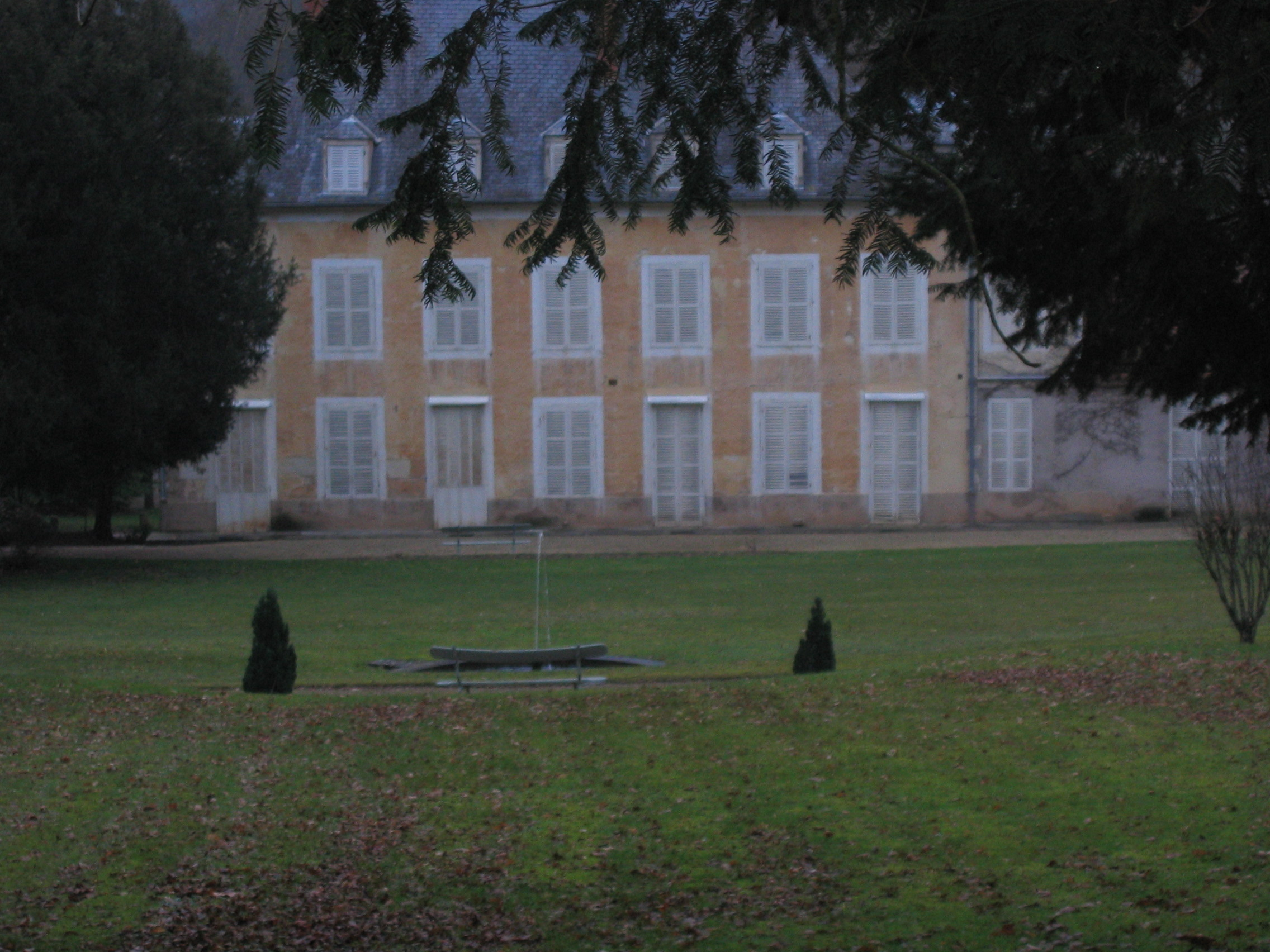
le "château" route de Girolles
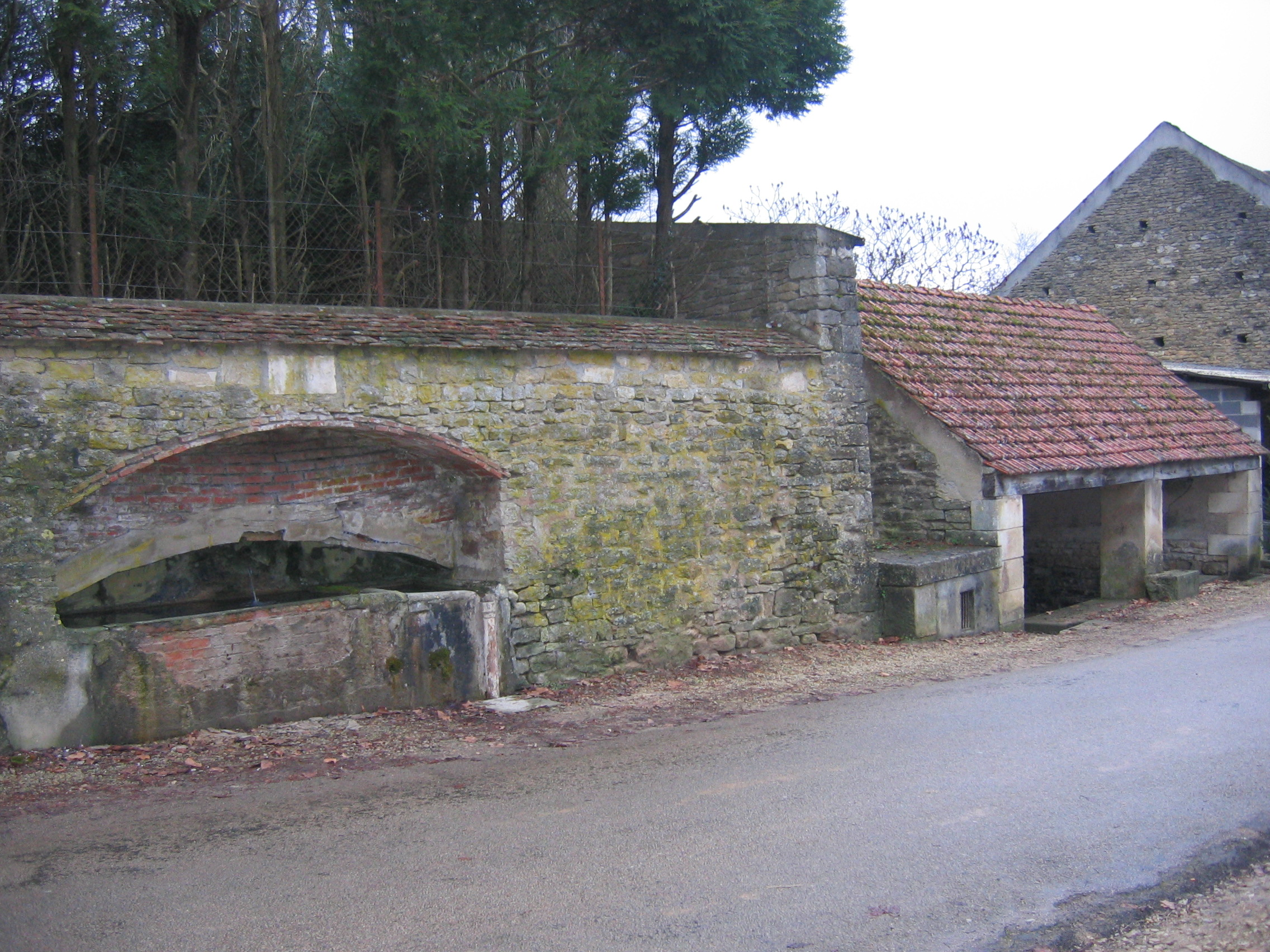
lavoir et abreuvoir alimentés par la source de Croinchin
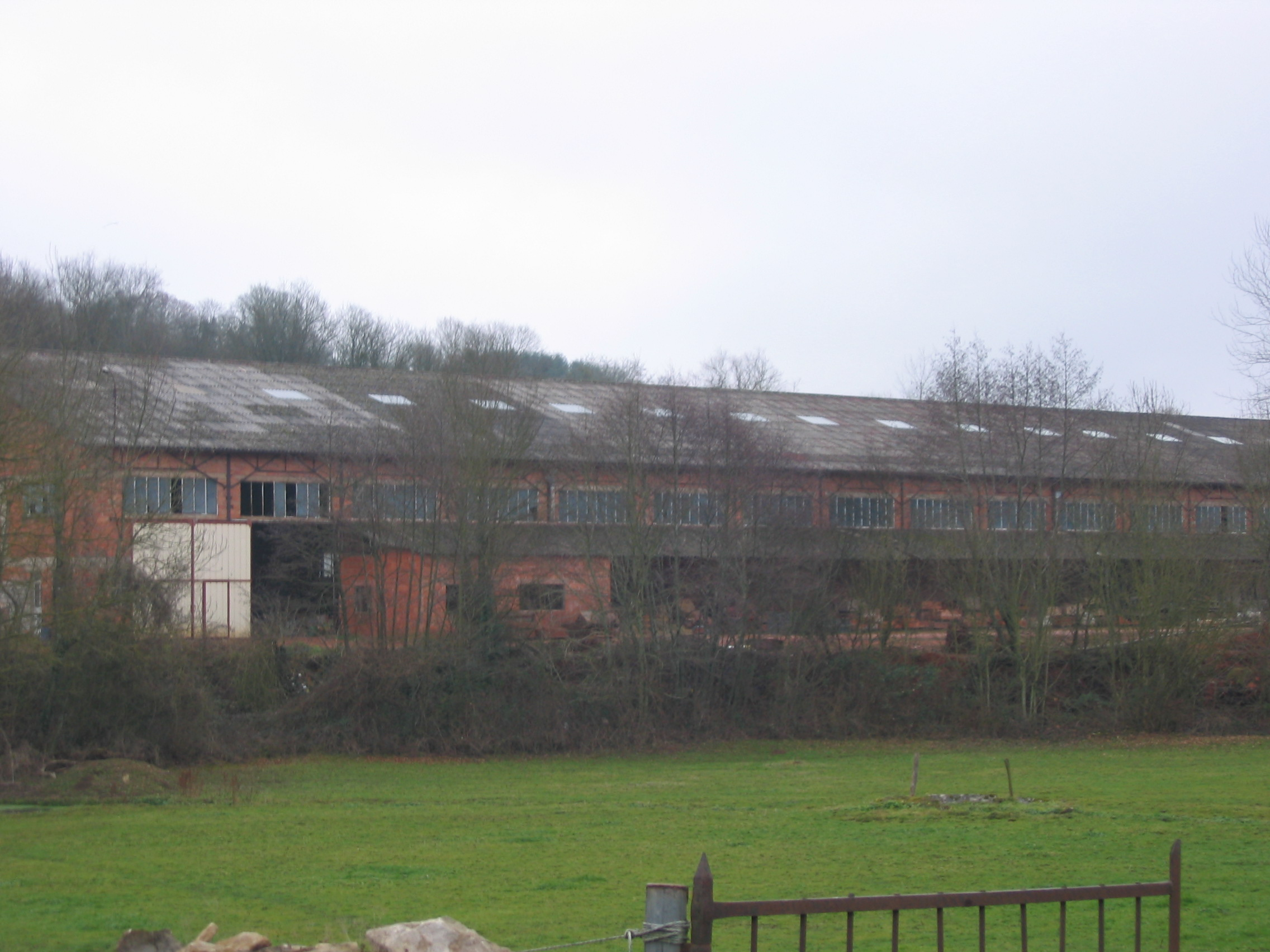
la briqueterie
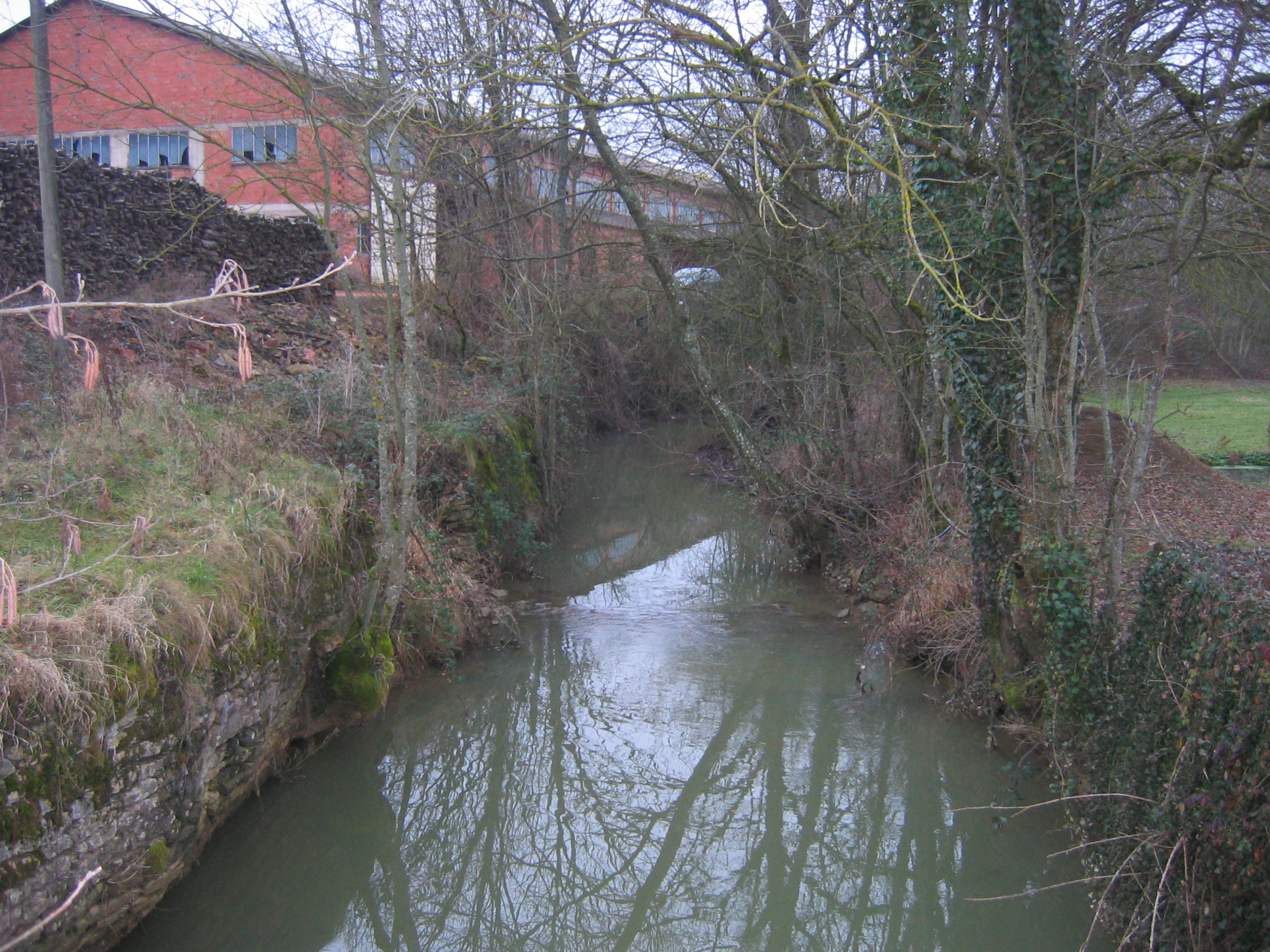
le Vau-de-Bouche
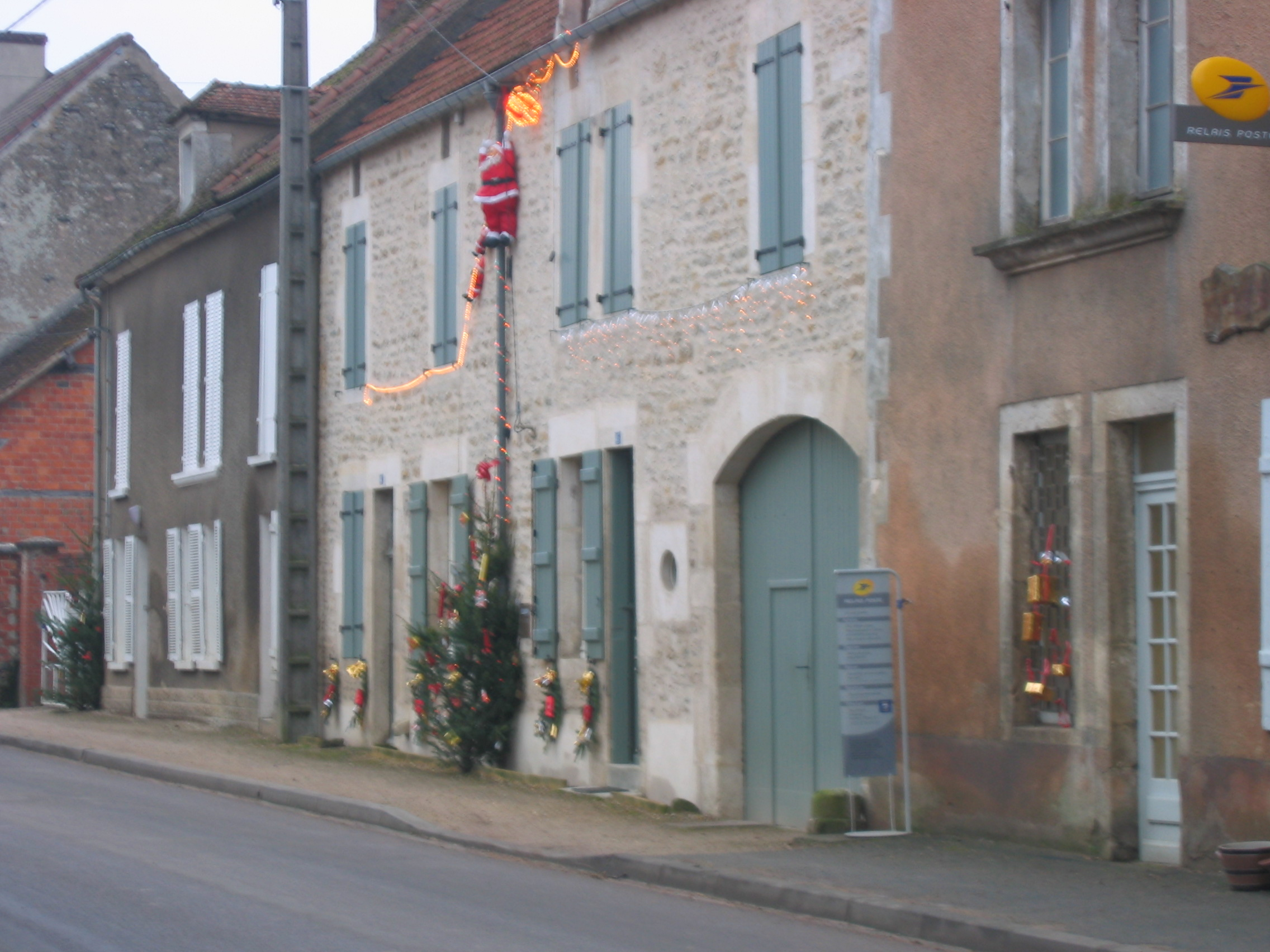
la Grande Rue en direction d'Avallon
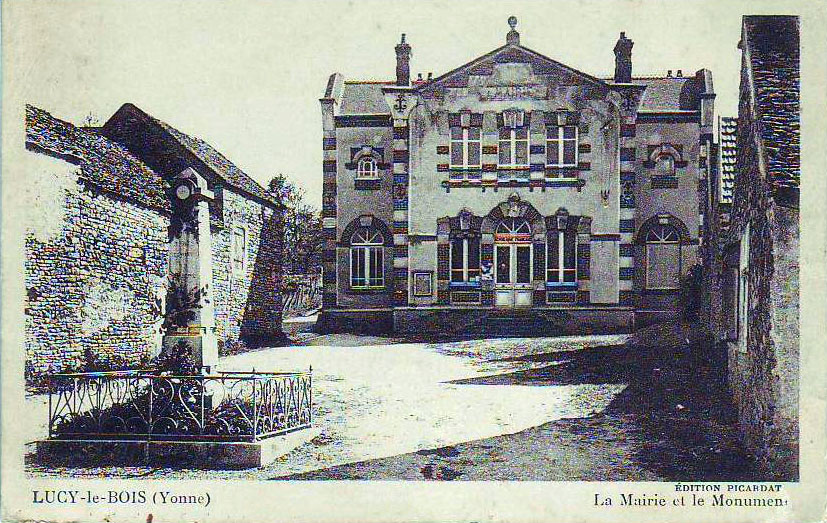
La Mairie et le Monument
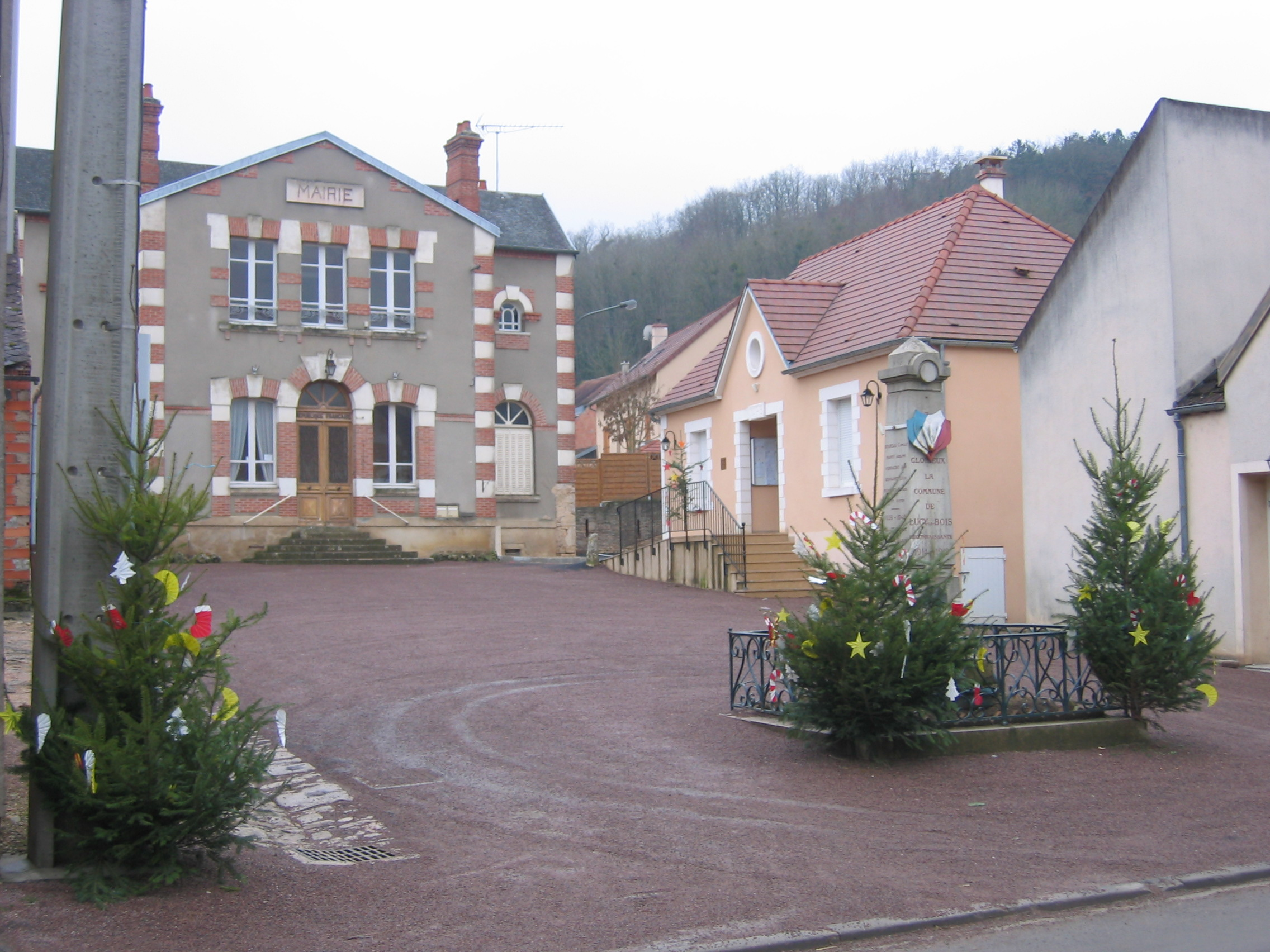
La nouvelle Mairie
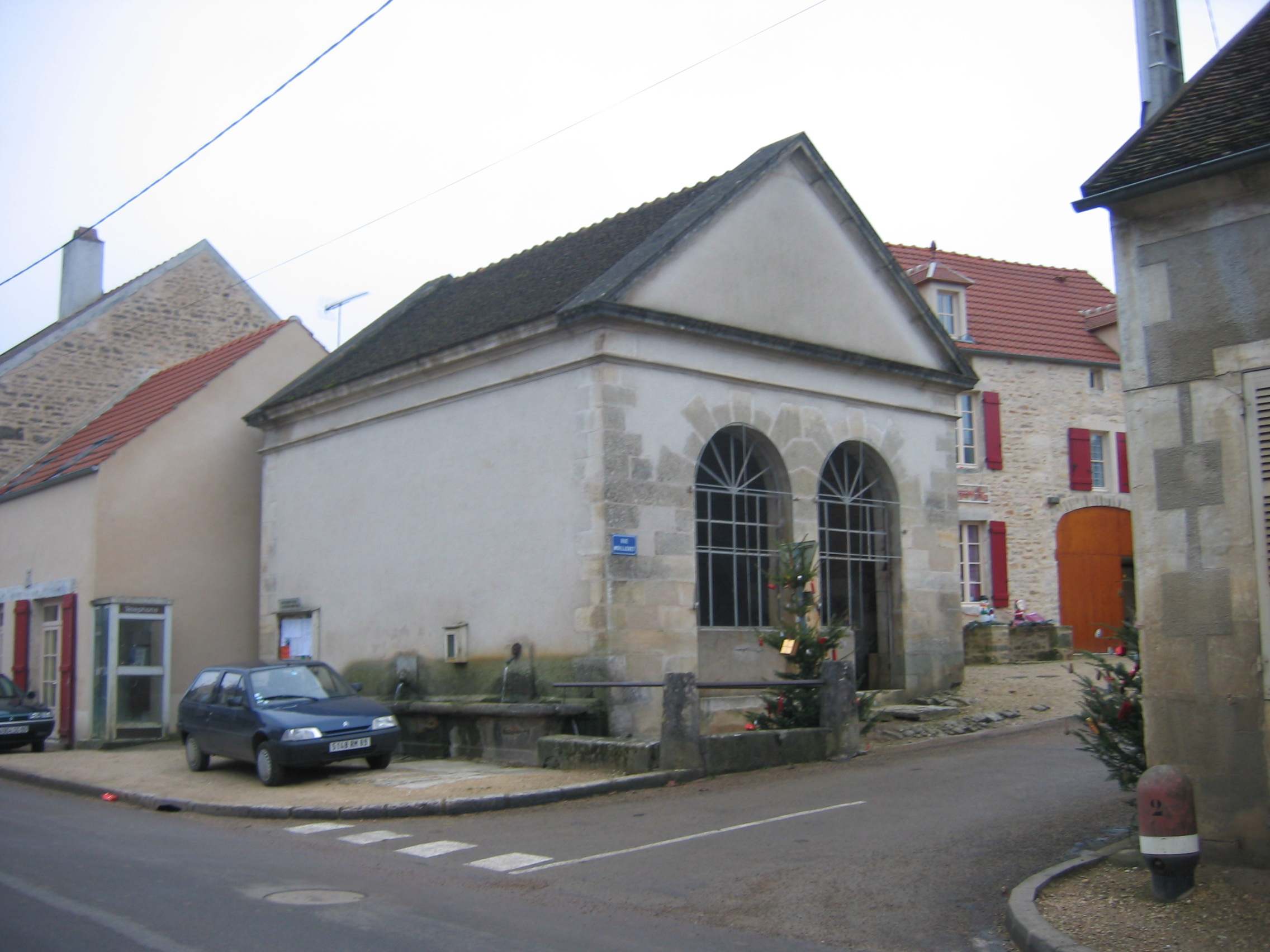
le lavoir de la rue Moilleret
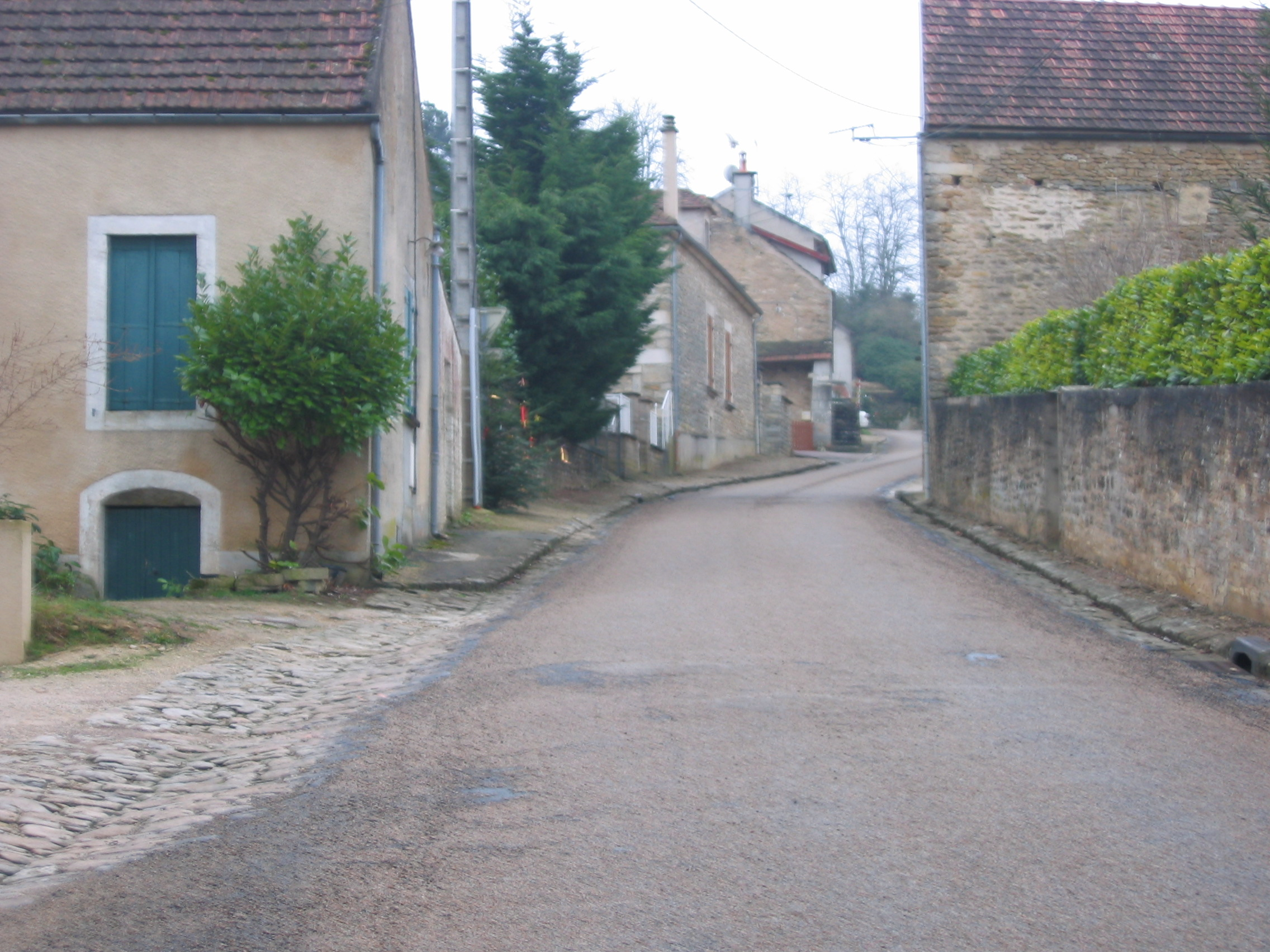
la rue Moilleret
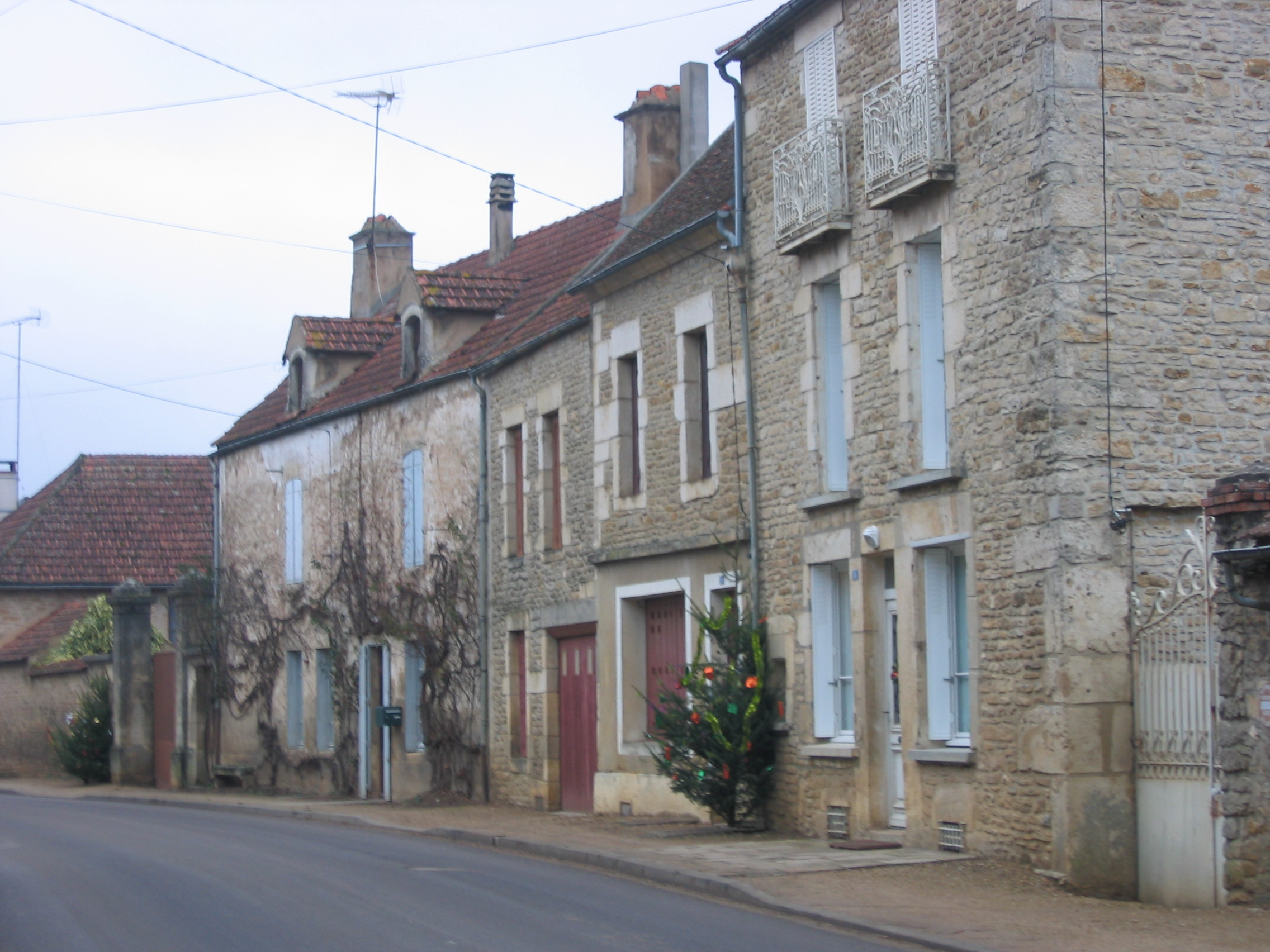
autre aspect de la Grande Rue
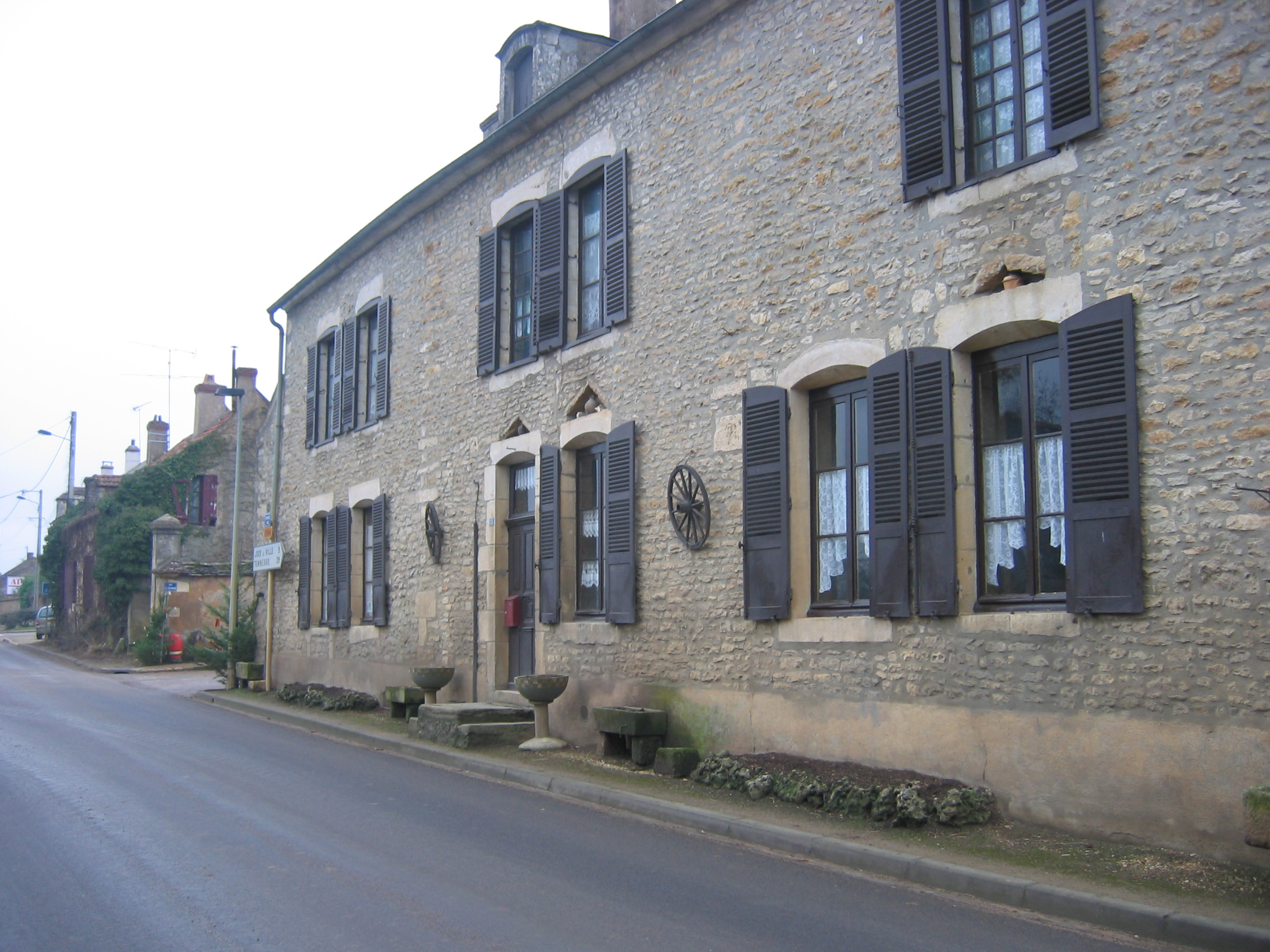
la Grande Rue en direction d'Avallon
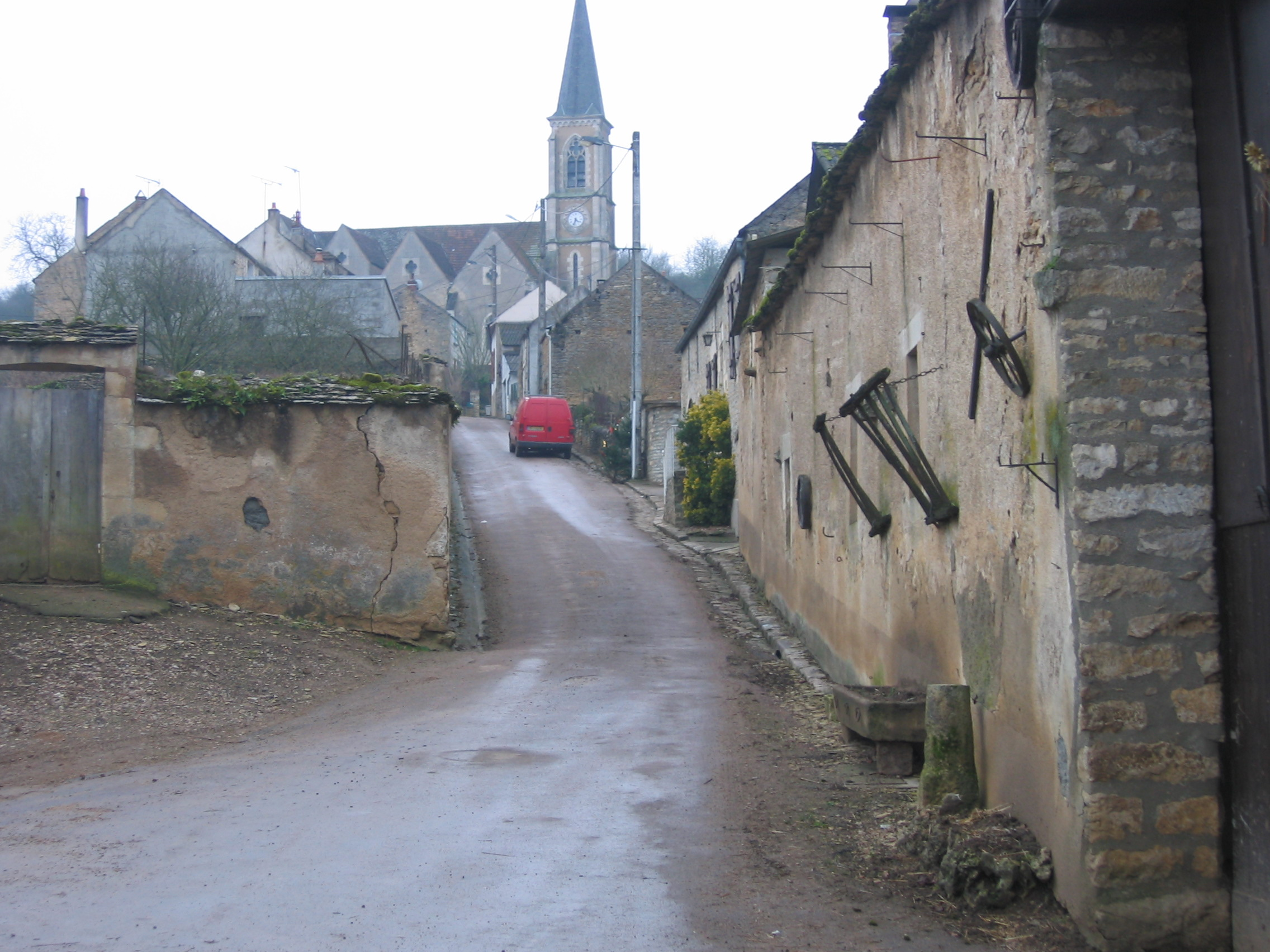
l'église depuis la Grande Rue
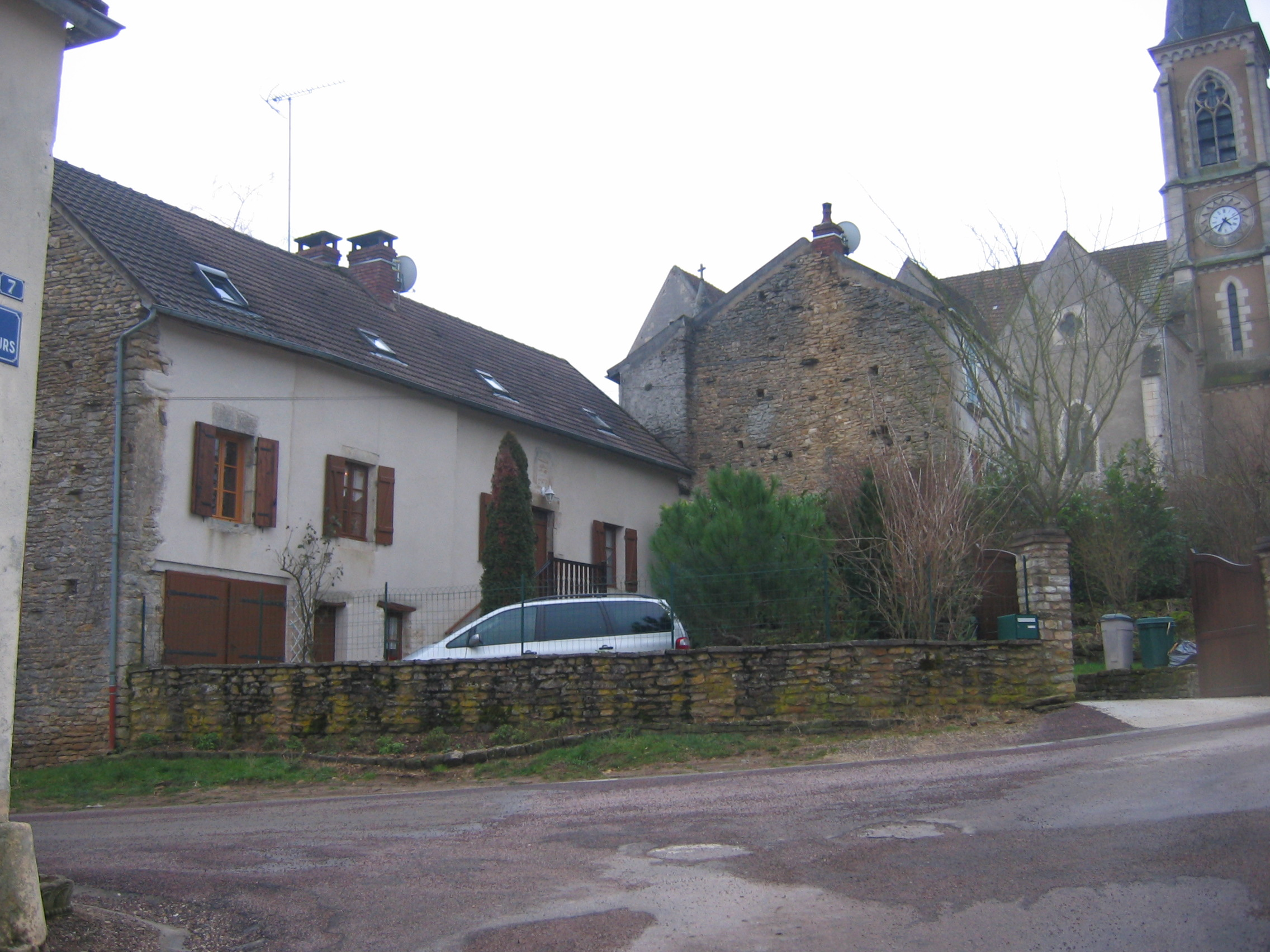
le haut de la rue des Séjours
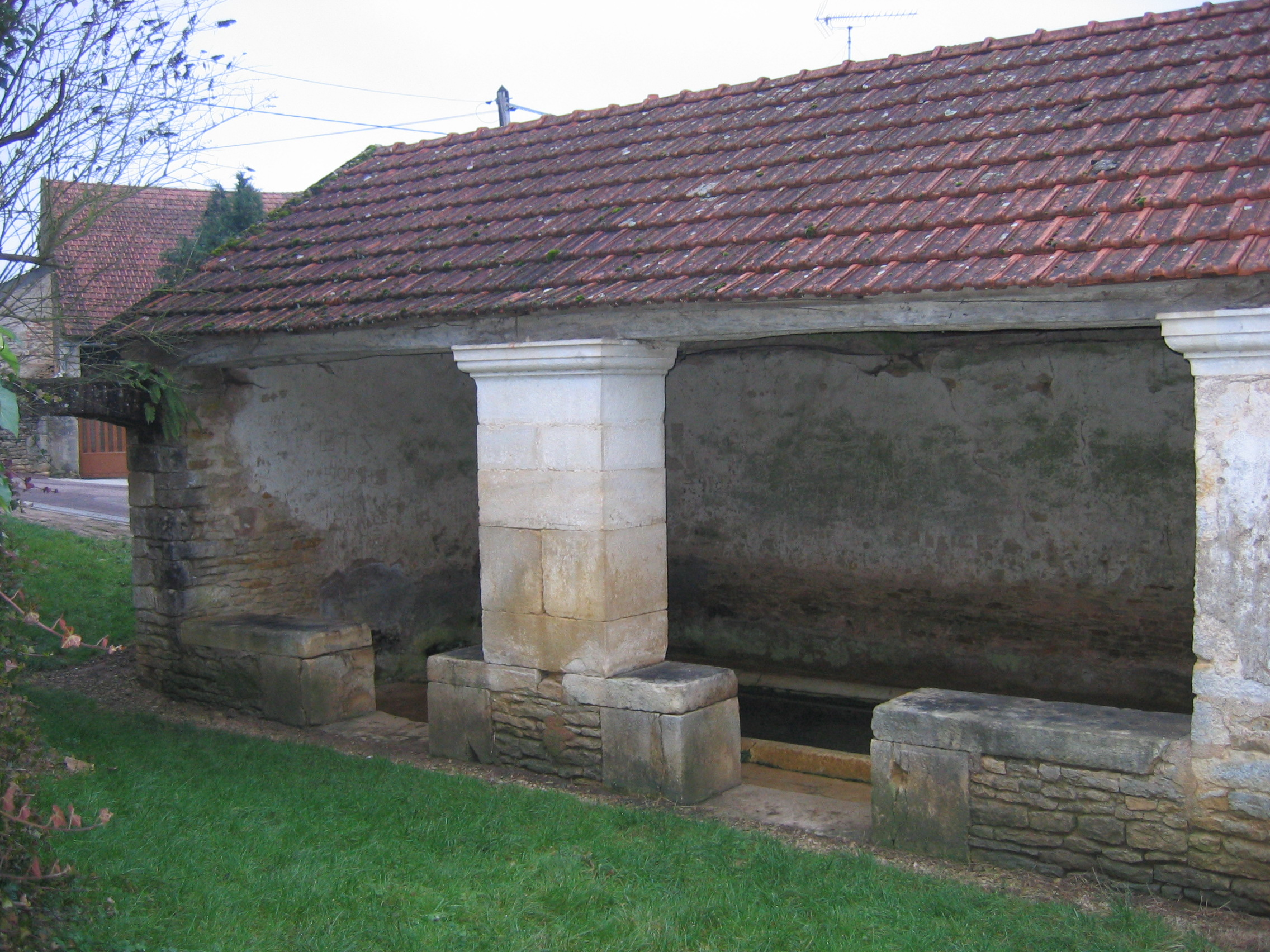
lavoir en haut de la rue de la Corvée
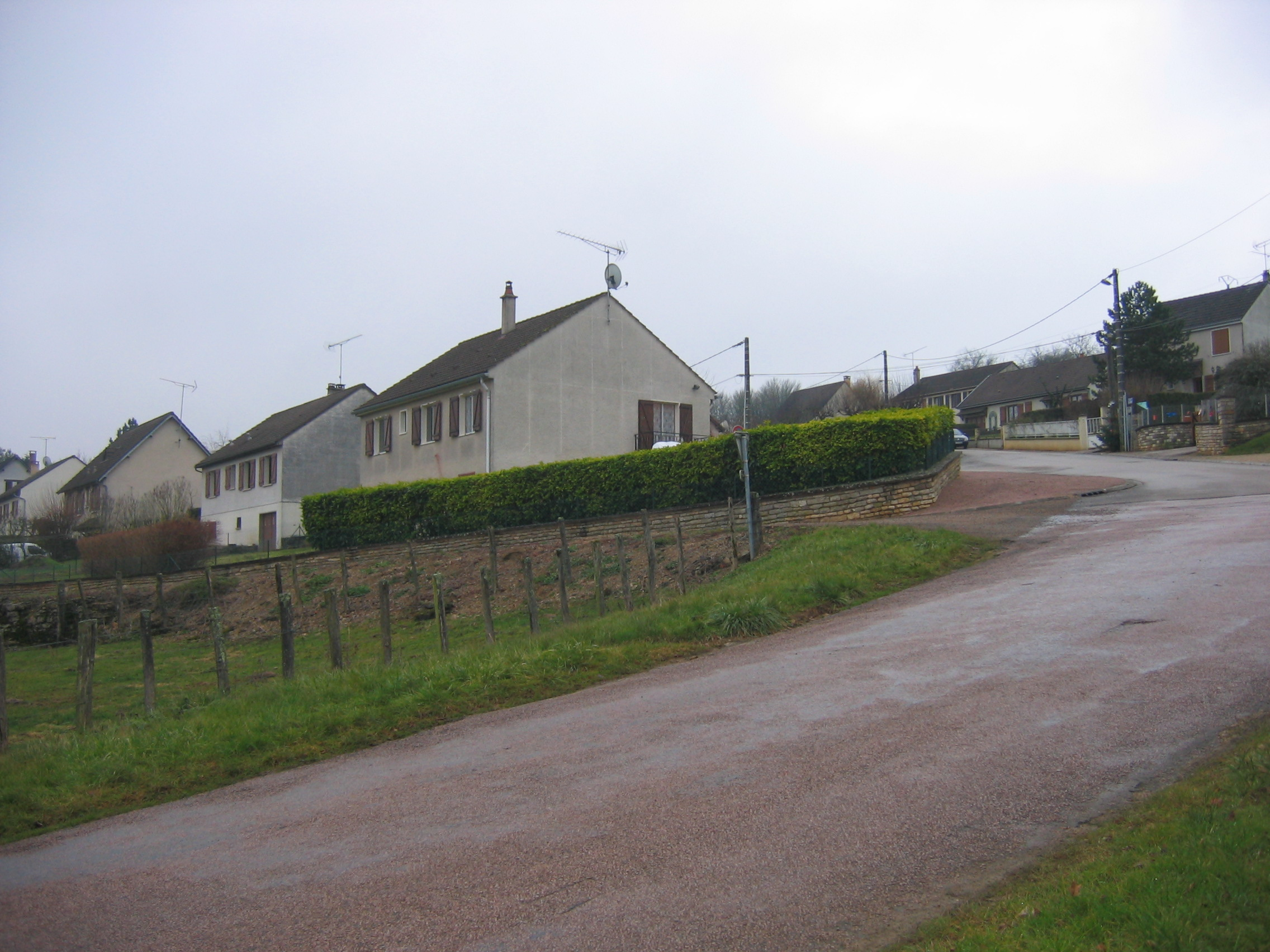
le nouveau Lucy
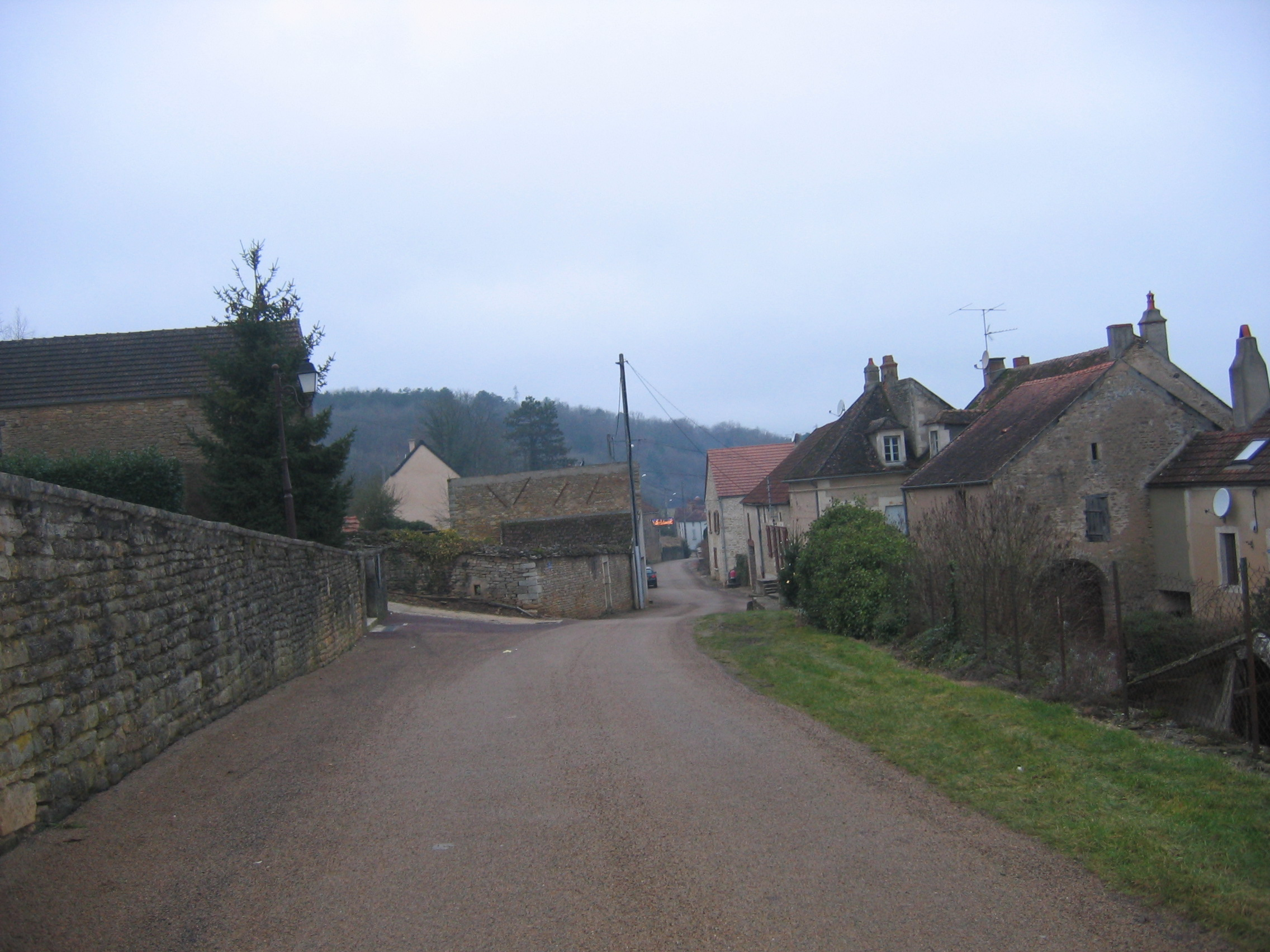
la rue Saint-Martin à la hauteur de l'église
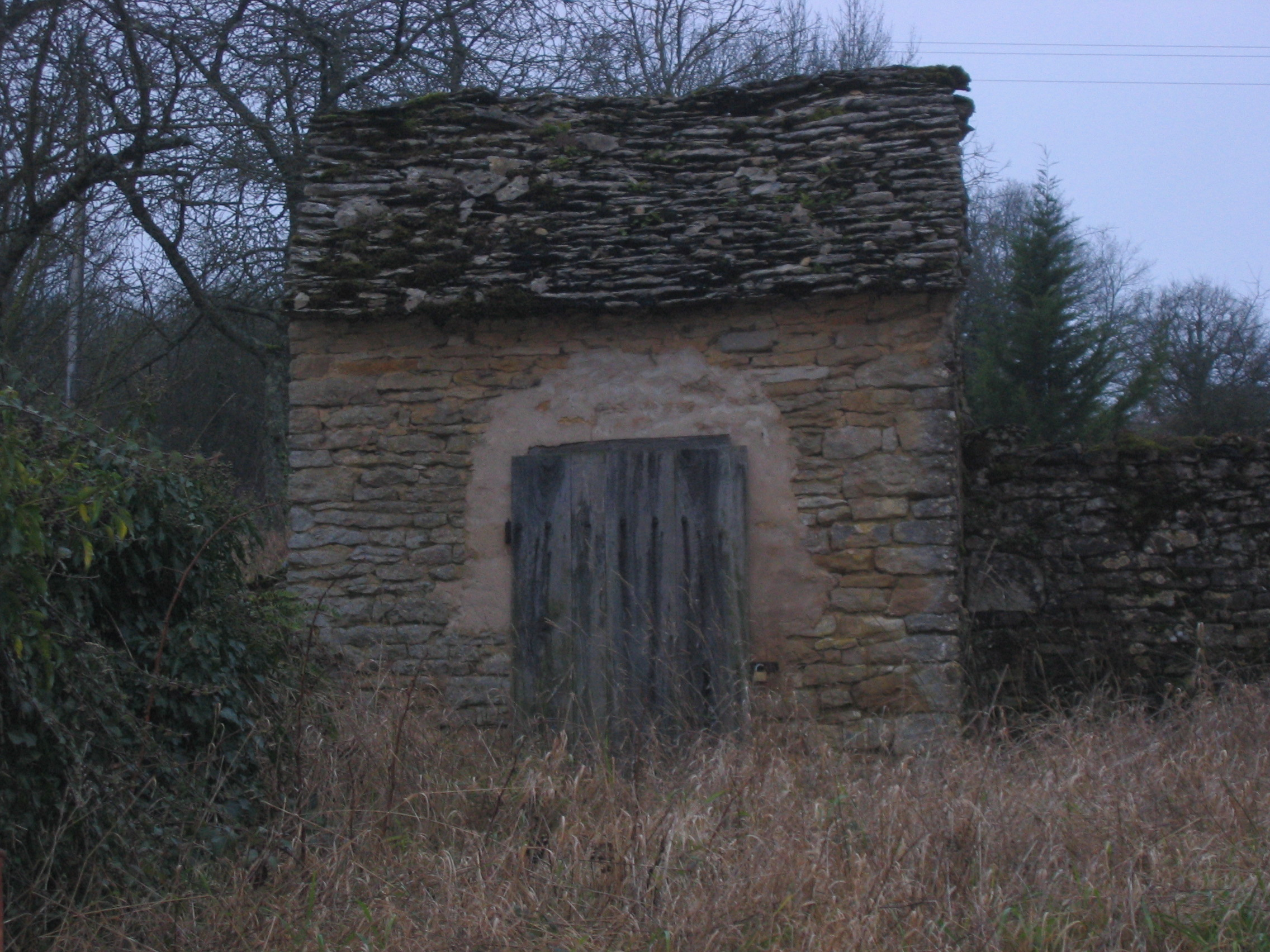
cabane au toit en pierres plates (loses)
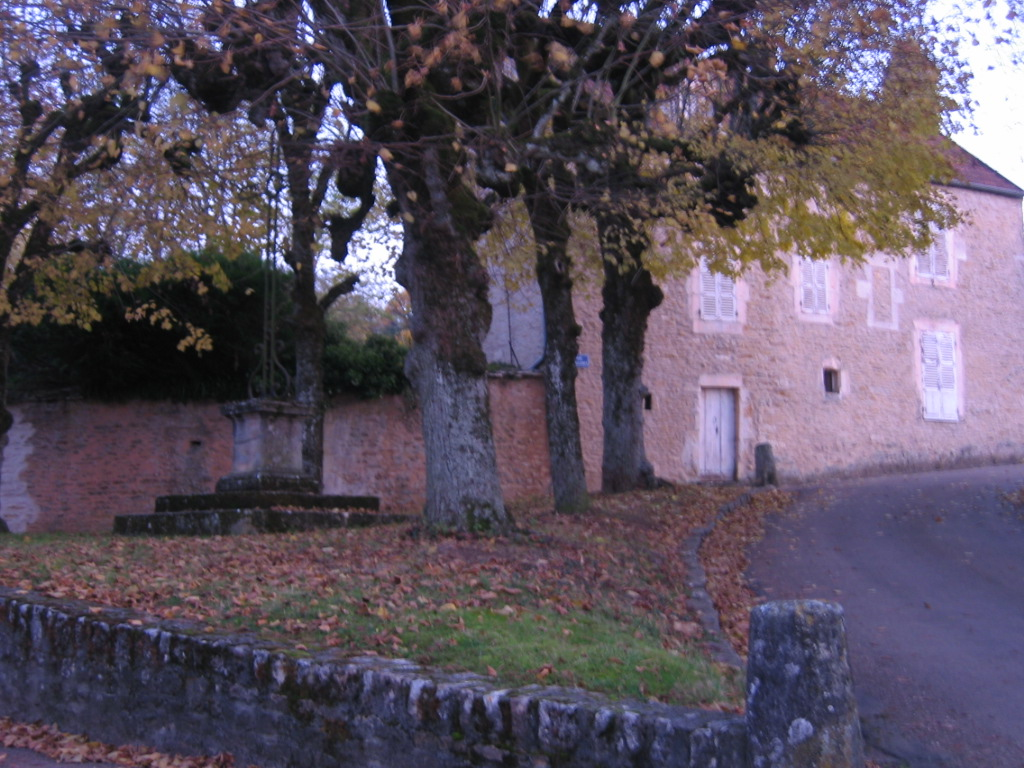
Place des Tilleuls
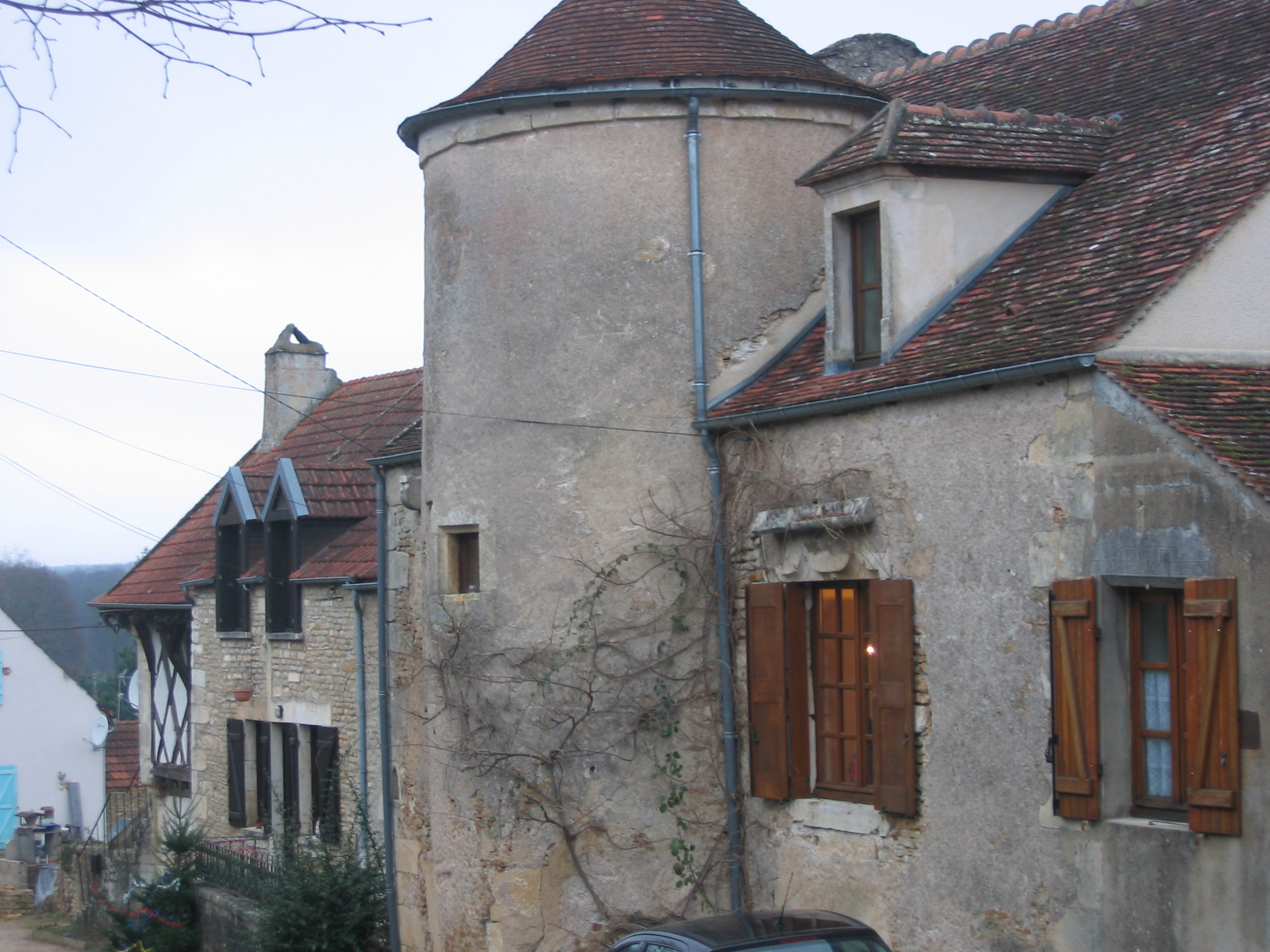
la maison des Marrault
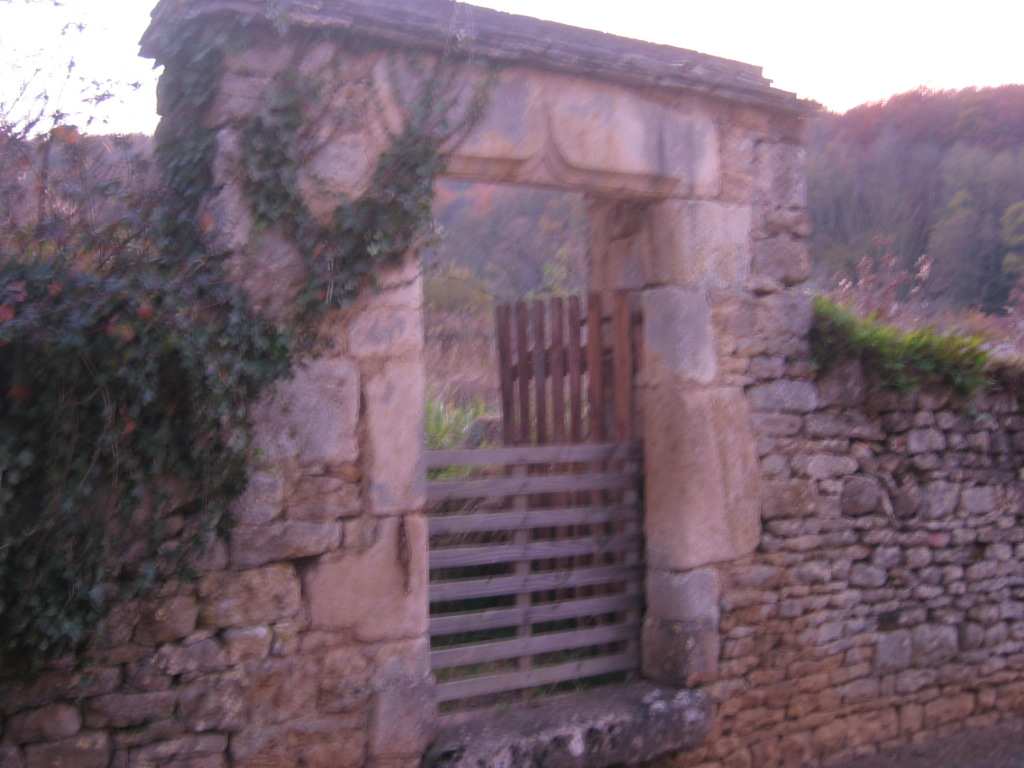
entrée de jardin face à la maison des Marrault
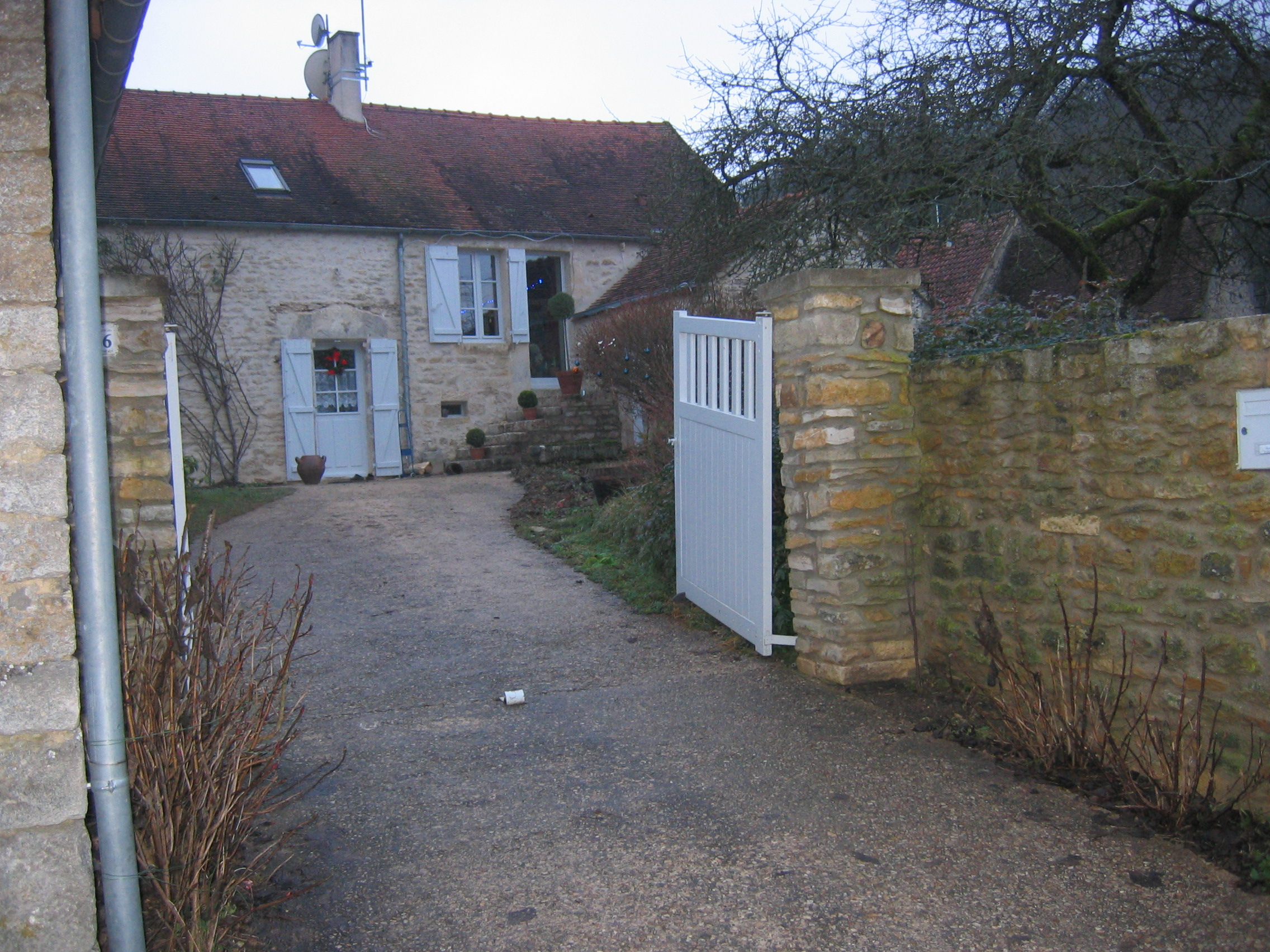
en redescendant la rue Saint-Martin
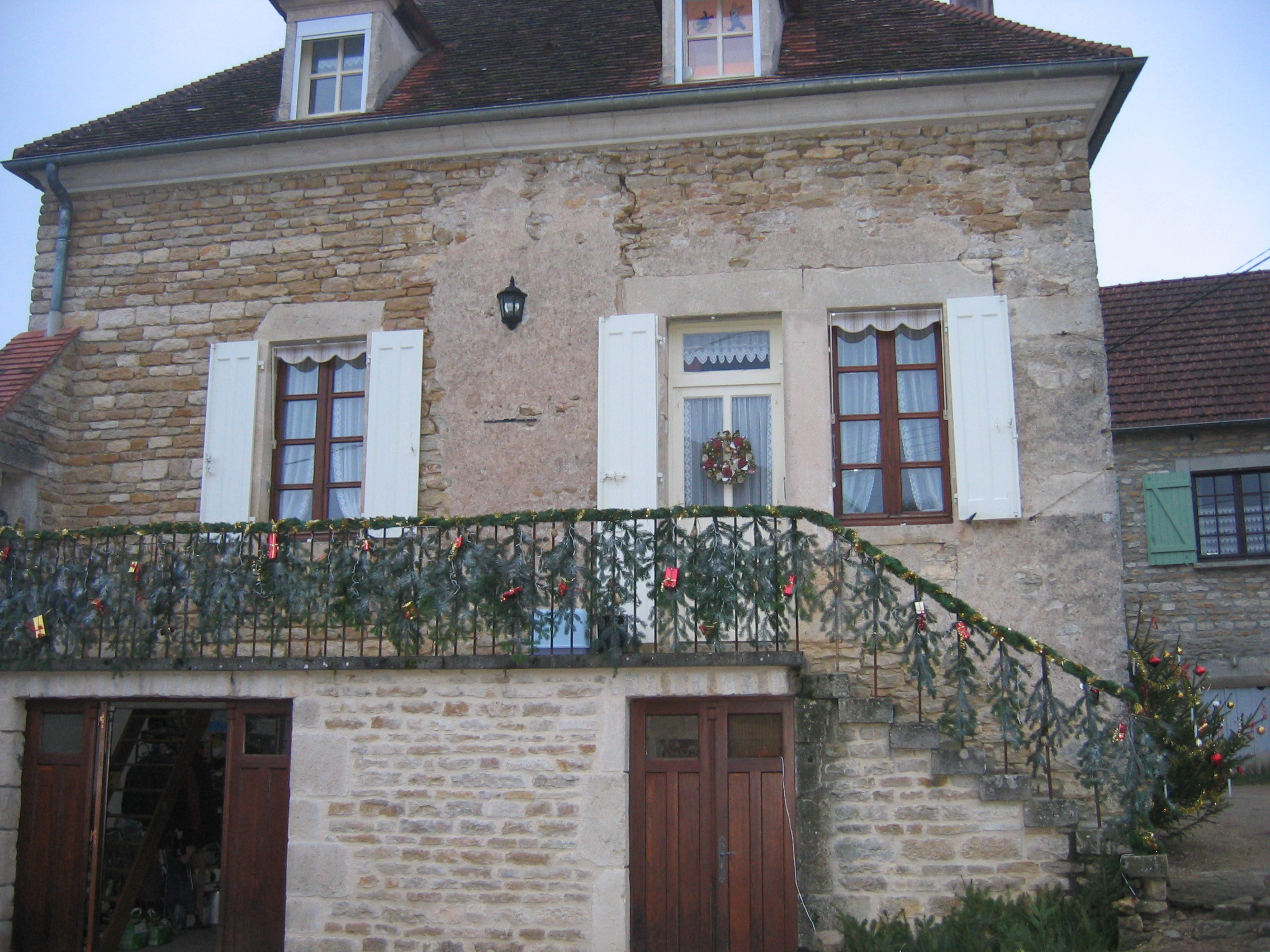
suite de la rue Saint-Martin
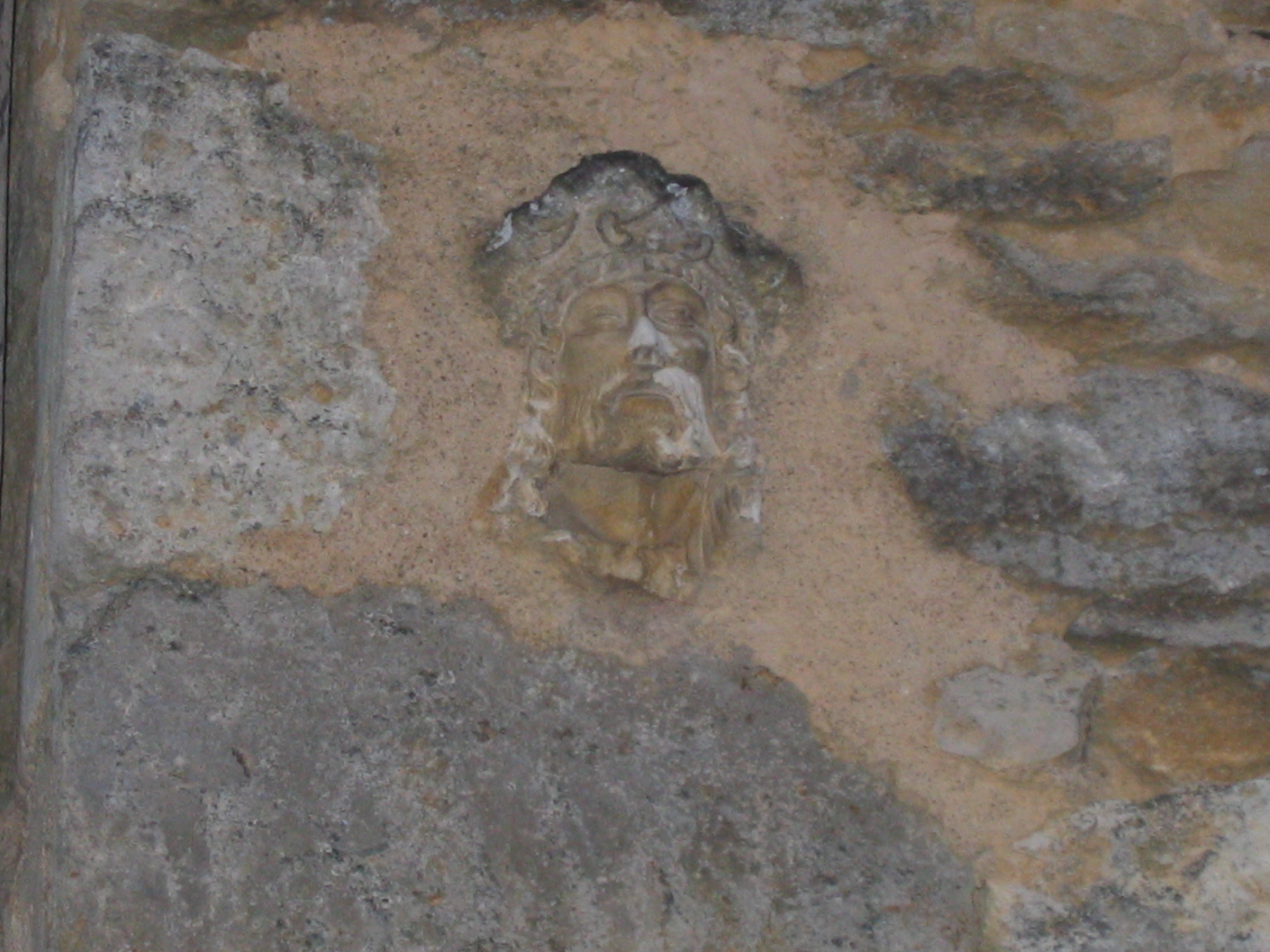
statue provenant d'Avallon
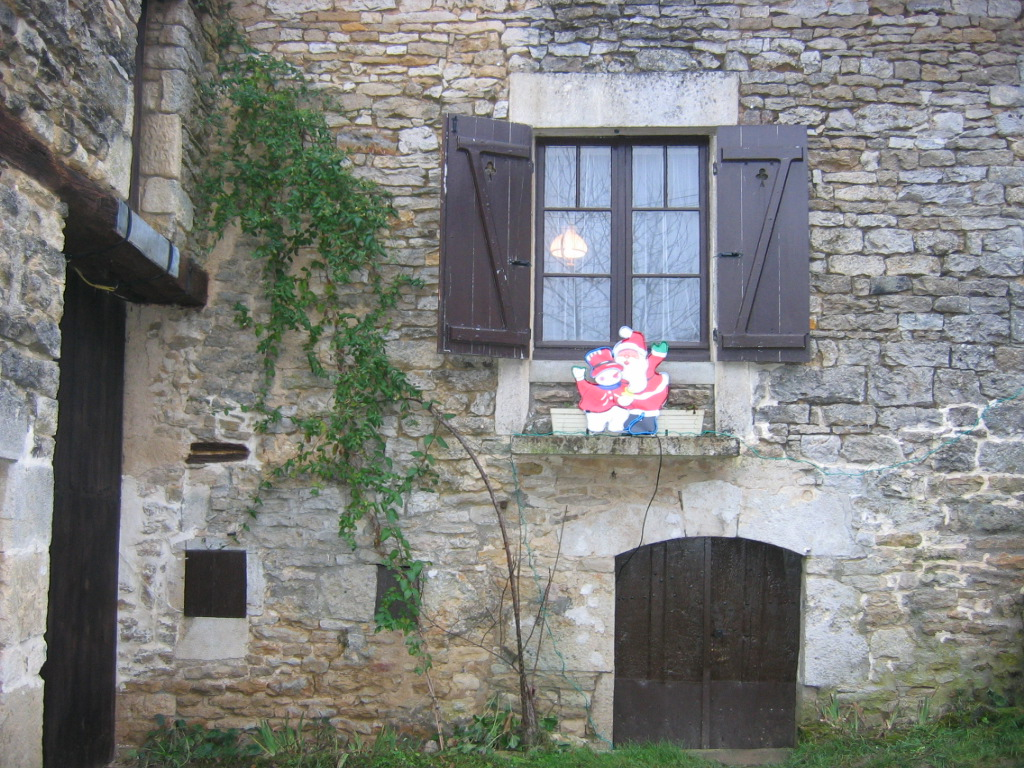
le 3 de la rue Saint-Martin
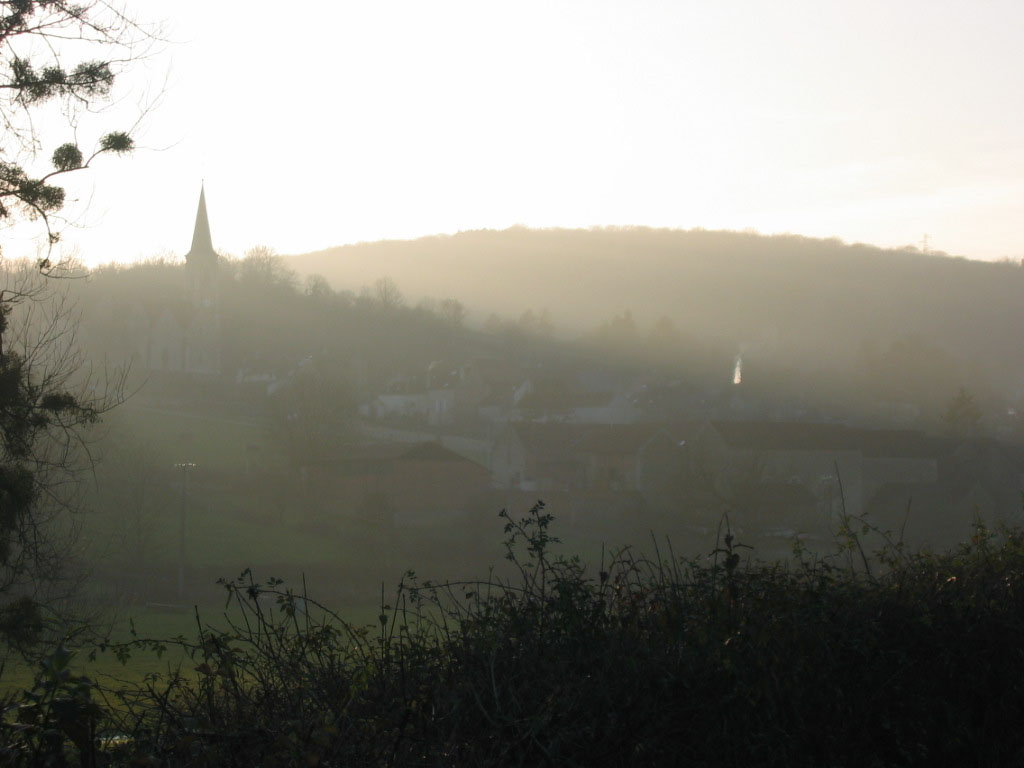
Lucy depuis la route d'Avallon

## Pour approfondir